# 鳳至郡
- 令制国一覧 > 北陸道 > 能登国 > 鳳至郡
- 日本 > 中部地方 > 石川県 > 鳳至郡

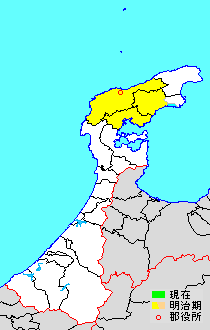
石川県鳳至郡の範囲

鳳至郡（ふげしぐん）は、石川県（能登国）にあった郡。2005年（平成17年）3月1日に珠洲郡と統合して鳳珠郡となった。

## 郡域
1878年（明治11年）に行政区画として発足した当時の郡域は、下記の区域にあたる。
- 輪島市
- 鳳珠郡穴水町
- 鳳珠郡能登町の大部分（内浦地区と真脇・姫・小浦・羽根・大沢を除いた地域）

## 歴史
元は越前国の一郡であったが、養老2年5月2日（718年6月4日）に羽咋郡・能登郡（現・鹿島郡）・珠洲郡とともに分立して能登国となった。天平13年12月10日（742年1月20日）から天平宝字元年（757年）までは越中国に属した。当初の鳳至郡が現在の輪島市全域を含んでいた一方で、現在の穴水町の大半は能登郡であった。能登郡との郡界が移動したのは、能登国分国の頃と考えられる。郡衙は輪島市内の釜屋谷B遺跡と推定されている。

### 近世以降の沿革
- 「旧高旧領取調帳データベース」に記載されている明治初年時点での支配は以下の通り[注釈 1]。幕府領は加賀藩預地。《　》は同データベースでは左記の村に含まれていると見られる。（3町318村）[注釈 2]

| 知行         | 知行           | 村数      | 村名 |
| ------------ | -------------- | --------- | --- |
| 幕府領       | 幕府領         | 21村      | 鹿島村、鵜島村、大町村（現・鳳珠郡穴水町大町）、川島村、天神谷村、上唐川村、下唐川村、黒島村、七海村（現・鳳珠郡穴水町七海）、梶村、藤巻村、岩車村、鹿浪村、曽良村、中谷村（現・鳳珠郡穴水町東中谷）、院内村、黒川村、河内村（現・鳳珠郡能登町北河内）、伏戸村、大野村（現・輪島市町野町東大野）、井面村 |
| 藩領         | 加賀藩         | 3町 296村 | 上代村、《黒岩村》、入山村、剱地村、腰細村、大泊村、赤神村、馬場村、《館分村》、久川村、《中谷村（現・鳳珠郡穴水町）》、神明原村、《窕村》、清沢村、《切挟村》、大釜村、《木原月村》、馬渡村、《渡瀬村》、飯川谷村、《滝町村》、小山村、《二又村》、江崎村、《白禿村》、大切村、《椎木村》、千代村、藤浜村、池田村、《北川村》、南村、《鍛冶屋村》、是清村、《中田村》、道下村、勝田村、和田村、高根尾村、田村、浅生田村、安代原村、中野屋村、山辺村、宮古場村、俊兼村、《嶺村》、浦上村、《八幡村、円山村（現・輪島市門前町西円山）》、荒屋村、《原村》、大町村（現・輪島市）、貝吹村、平村、《別所村》、二又川村、谷口村、《能納屋村》、四位村、滝上村、本内村、越渡村、上中村、《大角間村》、地原村、百成村、《堀越村》、鑓川村、桂谷村、定広村、《長井坂村》、館村、広岡村、《中尾村（現・輪島市門前町西中尾）》、本市村、深田村、小石村、《小滝村》、内保村、栃木村、清水村、皆月村、暮坂村、薄野村、井守上坂村、百成大角間村、餅田村、鵜山村、大滝畠中村、五十洲村、吉浦村、矢徳荻平村、《小杉村》、六郎木村、深見村、鹿磯村、下山村、赤崎村、上大沢村、樽見村、二俣村、雑座村、池田村、新保村（現・輪島市上山町）、《上村》、黒杉村、小町村、大沢村、鳳至町、輪島崎村、光浦村、鵜入村、《小池村》、蕨野村、堀村、釜屋谷村、水守村、《中段村》、山本村、縄又村、小伊勢村、稲屋村、長井村、房田村、下黒川村、《上黒川村》、円山村（現・輪島市町野町北円山）、《舞谷村》、別所谷村、滝又村、空熊村、河井町、宅田村、《二ツ屋村》、塚田村、久手川村、稲舟村、大野村（現・輪島市大野町）、惣領村、谷内村、山岸村、杉平村、横地村、石休場村、山ノ上村、中尾村（現・輪島市東中尾町）、北谷村、西脇村、市瀬村、熊野村、本江村（現・鳳珠郡能登町本木）、仁行村、与呂見村、中村、打越村、興徳寺村、渡合村、長沢村、漆原村、小泉村、新保村（現・輪島市三井町新保）、市ノ坂村、細屋村、内屋村、洲衛村、渋田村、里村、西院内村、《東印内村》、東山村、《忍村》、小田屋村、《尊利地村》、名舟村、白米村、《野田村》、金蔵村、西山村、五十里村、大箱村、宇留地村、平野村、上野村、地蔵坊村、乙ヶ崎村、内浦村、小又村、河内村（現・鳳珠郡穴水町）、汁谷村、挾石村、此木村、曽福村、根木村、新崎村、志ヶ浦村、中居村、中居南村、麦ヶ浦村、波志借村、比良村、《川尻村》、伊久留村、樟谷村、木原村、柏木村、太田原村、木戸村、曽山村、菅谷村、甲村、沖波村、前波村、山中村、明千寺村、宇加川村、古君村、太田川村、竹原村、鵜川村、小垣村、《谷屋村》、七海村（現・鳳珠郡能登町）、神道村、八之田村、《木住村》、西安寺村、《山口村》、三田村、《俎倉村》、魚地村、《番頭谷村》、竜村、《坂尻村》、下代村、《宮谷村》、本江村（現・輪島市）、武連村、吉谷村、当目村、中斎村、十郎原村、神和住村、曽又村、鶴町村、宇加塚村、藤浪村、波並村、矢波村、久田村、合鹿村、久亀屋村、本江村（現・鳳珠郡能登町上町）、天坂村、寺分村、五郎左衛門分村、藤之瀬村、宇出津村、《宇出津新村》、宇出津山分村、柳田村、《笹川村》、石井村、《国光村》、長尾村、広江村、《牛尾村》、寺地村、《敷戸村》、川西村、粟蔵村、《桶戸村》、鈴屋村、寺山村、大川村、麦生野村、《徳成谷内村》、徳成村、《東村》、佐野村、《真久村》、小間生村、《桐畑村》、鈴ヶ嶺村、鴨川村、広瀬村、鬼屋村、走出村、《日野尾村》、七海村（現・鳳珠郡穴水町北七海）、海士町、鹿路村、山是清村、新町分村、門前村、上河内村、猿橋村、中谷内村、西二又村 |
| 幕府領・藩領 | 幕府領・加賀藩 | 1村       | 時国村 |

- 明治2年6月17日（1869年7月25日） - 版籍奉還により加賀藩（通称）の正式名称が金沢藩となる。
- 明治3年5月22日（1870年6月20日） - 幕府領が高山県の管轄となる[1]。
- 明治4年
  - 7月14日（1871年8月29日） - 廃藩置県により、藩領が金沢県の管轄となる。
  - 11月20日（1871年12月31日） - 第1次府県統合により、全域が七尾県の管轄となる。
- 明治初年
  - 時国村が分割され、幕府領が南時国村、加賀藩領が西時国村となる。（3町319村）
  - 大滝畠中村が改称して大滝村となる。
- 明治4年 - 鳳至町・輪島崎村・河井町・海士町が合併して輪島町となる。（1町318村）
- 明治5年9月27日（1872年10月29日） - 石川県の管轄となる。
- 明治7年（1874年） - 太田川村・竹原村が合併して竹太村となる。（1町317村）
- 明治8年（1875年）（1町305村）
  - 本江村（現・鳳珠郡能登町本木）・木戸村が合併して本木村となる。
  - 谷屋村・神道村・吉谷村が合併して柿生村となる。
  - 八之田村・西安寺村・院内村が合併して瑞穂村となる。
  - 木住村・山口村・三田村・番頭谷村が合併して山田村となる。
  - 魚地村・宮谷村が合併して宮地村となる。
  - 竜村・坂尻村・下代村が合併して鮭屋村となる。
  - 久亀屋村・本江村（現・鳳珠郡能登町上町）が合併して上町村となる。

- 明治11年（1878年）（1町300村）

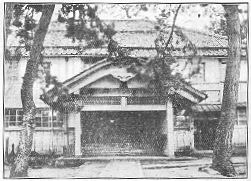
鳳至郡役所

  - 12月17日 - 郡区町村編制法の石川県での施行により、行政区画としての鳳至郡が発足。郡役所を輪島町に設置。
  - 雑座村・池田村・新保村（現・輪島市上山町）・上村・黒杉村・小町村が合併して上山村となる。
  - 大町村（現・輪島市）が改称して東大町村となる。
  - 河内村（現・鳳珠郡能登町）が改称して北河内村となる。
  - 七海村（現・鳳珠郡能登町）が七見村に、七海村（現・鳳珠郡穴水町北七海）が北七海村にそれぞれ改称。
  - 2ヶ所ずつ存在した円山村、大野村、中尾村、中谷村がそれぞれ東中谷村（現・鳳珠郡穴水町東中谷）、西中谷村（現・輪島市門前町西中谷）、東大野村（現・輪島市町野町東大野）、西大野村（現・輪島市大野町）、西円山村（現・輪島市門前町西円山）、北円山村（現・輪島市町野町北円山）、東中尾村（現・輪島市東中尾町）、西中尾村（現・輪島市門前町西中尾）に改称。
  - 矢徳荻平村が改称して矢徳村となる。

### 町村制以降の沿革
- 明治22年（1889年）4月1日 - 町村制の施行により、以下の町村が発足。特記以外は現・輪島市。（2町33村）

- 輪島町（輪島町が単独町制）
- 宇出津町 ← 宇出津村、宇出津新町、宇出津山分村（現・鳳珠郡能登町）
- 穴水村 ← 川島村、大町村、七海村、北七海村、内浦村、平野村、此木村、天神谷村、麦ヶ浦村（現・鳳珠郡穴水町）
- 東保村 ← 汁谷村、上唐川村、下唐川村、挾石村、小又村、地蔵坊村、上野村、河内村、越渡村、大角間村、上中村、桂谷村、宇留地村、鹿路村（現・鳳珠郡穴水町）
- 島崎村 ← 鵜島村、乙ヶ崎村、新崎村、志ヶ浦村、根木村、鹿島村、曽福村（現・鳳珠郡穴水町）
- 剱地村 ← 剱地村、大泊村、赤神村、腰細村、馬場村［一部］
- 仁岸村 ← 館分村、馬場村［大部分］、滝町村、西中谷村、馬渡村、清沢村、切挟村、神明原村、久川村、窕村、木原月村、飯川谷村、大釜村、上代村、黒岩村、入山村、渡瀬村
- 阿岸村 ← 池田村、藤浜村、白禿村、大切村、二又村、小山村、椎木村、中田村、江崎村、南村、千代村、是清村、山是清村、北川村、新町分村、鍛冶屋村
- 諸岡村 ← 道下村、鹿磯村、深見村、勝田村、六郎木村
- 櫛比村 ← 門前村、清水村、走出村、日野尾村、和田村、深田村、鬼屋村、高根尾村、広瀬村、本市村、小石村、西中尾村、広岡村、栃木村、館村、上河内村、小滝村、猿橋村
- 浦上村 ← 浅生田村、中野屋村、浦上村、八幡村、宮古場村、西円山村、田村、山辺村、安代原村
- 七浦村 ← 皆月村、餅田村、鵜山村、中谷内村、大滝村、五十洲村、吉浦村、矢徳村、小杉村、百成大角間村、井守上坂村、薄野村、暮坂村、樽見村
- 西保村 ← 上山村、西二又村、上大沢村、大沢村、赤崎村、小池村、下山村
- 大屋村 ← 鵜入村、光浦村、蕨野村、堀村、釜屋谷村、水守村、中段村、小伊勢村、稲屋村、山本村、長井村、房田村、二ツ屋村、宅田村
- 鳳至谷村 ← 下黒川村、二俣村、別所谷村、縄又村、上黒川村、滝又村、空熊村
- 河原田村 ← 山岸村、横地村、石休場村、西脇村、北谷村、市瀬村、東中尾村、熊野村、杉平村、打越村、山ノ上村
- 鵠巣村 ← 久手川村、塚田村、稲舟村、西大野村、惣領村、谷内村
- 南志見村 ← 里村、小田屋村、白米村、野田村、名舟村、尊利地村、忍村、西山村、西院内村、東印内村、東山村、渋田村
- 町野村 ← 鈴屋村、粟蔵村、牛尾村、寺山村、佐野村、真久村、舞谷村、北円山村、徳成村、徳成谷内村、東村、麦生野村
- 西町村 ← 大川村、伏戸村、川西村、東大野村、桶戸村、井面村、金蔵村
- 岩倉村 ← 西時国村、南時国村、敷戸村、寺地村、広江村
- 柳田村 ← 鴨川村、国光村、石井村、柳田村、桐畑村、笹川村、長尾村、鈴ヶ嶺村、小間生村（現・鳳珠郡能登町）
- 上町村 ← 久田村、合鹿村、上町村、天坂村、寺分村、五郎左衛門分村（現・鳳珠郡能登町）
- 岩井戸村 ← 当目村、大箱村、黒川村、五十里村、十郎原村、北河内村（現・鳳珠郡能登町）
- 神野村 ← 藤之瀬村、宇加塚村、曽又村、鶴町村、神和住村、中斎村（現・鳳珠郡能登町）
- 諸橋村 ← 竹太村、古君村、明千寺村、宇加川村、前波村、沖波村（現・鳳珠郡穴水町）
- 三波村 ← 藤波村、波並村、矢波村（現・鳳珠郡能登町）
- 鵜川村 ← 鵜川村、七見村、小垣村（現・鳳珠郡能登町）
- 山田村 ← 瑞穂村、柿生村、山田村、宮地村、鮭尾村、柏木村、本木村、武連村、太田原村、俎倉村（現・鳳珠郡能登町）
- 兜村 ← 甲村、曽良村、鹿波村、山中村（現・鳳珠郡穴水町）
- 中居村 ← 中居村、中居南村（現・鳳珠郡穴水町）
- 南北村 ← 波志借村、梶村、比良村、川尻村、岩車村、伊久留村、菅谷村、樟谷村、木原村、藤巻村、曽山村、東中谷村（現・鳳珠郡穴水町）
- 本郷村 ← 鑓川村、堀越村、東大町村、別所村、貝吹村、荒屋村、長井坂村、定広村、地原村、百成村、二又川村、谷口村、嶺村、俊兼村、能納屋村、四位村、原村、滝上村、内保村、本内村、平村
- 三井村 ← 小泉村、漆原村、長沢村、仁行村、中村、新保村、渡合村、本江村、内屋村、細屋村、市ノ坂村、洲衛村、与呂見村、興徳寺村
- 黒島村（単独村制）

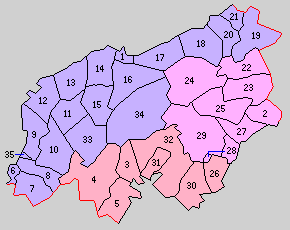
1.輪島町 2.宇出津町 3.穴水村 4.東保村 5.島崎村 6.剱地村 7.仁岸村 8.阿岸村 9.諸岡村 10.櫛比村 11.浦上村 12.七浦村 13.西保村 14.大屋村 15.鳳至谷村 16.河原田村 17.鵠巣村 18.南志見村 19.町野村 20.西町村 21.岩倉村 22.柳田村 23.上町村 24.岩井戸村 25.神野村 26.諸橋村 27.三波村 28.鵜川村 29.山田村 30.兜村 31.中居村 32.南北村 33.本郷村 34.三井村 35.黒島村（紫：輪島市 赤：穴水町 桃：能登町）

- 明治24年（1891年）7月1日 - 郡制を施行。
- 明治36年（1903年）8月22日 - 穴水村が町制施行して穴水町となる。（3町32村）
- 明治41年（1908年）4月1日 - 下記の町村の統合が行われる。いずれも新設合併。（3町22村）
  - 穴水町 ← 穴水町、島崎村、東保村
  - 剱地村 ← 剱地村、仁岸村、阿岸村
  - 大屋村 ← 大屋村、鳳至谷村
  - 町野村 ← 西町村、岩倉村、町野村
  - 柳田村 ← 柳田村、上町村、岩井戸村
  - 鵜川村 ← 山田村、鵜川村
- 大正12年（1923年）4月1日 - 郡会が廃止。郡役所は存続。
- 大正15年（1926年）7月1日 - 郡役所が廃止。以降は地域区分名称となる。
- 昭和5年（1930年）1月1日 - 櫛比村が改称・町制施行して門前町となる。（4町21村）
- 昭和8年（1933年）7月1日 - 中居村・南北村が合併して住吉村が発足。（4町20村）
- 昭和10年（1935年）時点での当郡の面積は825.10平方km、人口は88,586人（男43,412人・女45,174人）[注釈 9]。
- 昭和14年（1939年）11月3日 - 鵜川村が町制施行して鵜川町となる。（5町19村）
- 昭和15年（1940年）12月20日 - 町野村が町制施行して町野町となる。（6町18村）
- 昭和29年（1954年）3月31日（5町5村）
  - 門前町・黒島村・諸岡村・七浦村・浦上村・本郷村が合併し、改めて門前町が発足。
  - 輪島町・西保村・大屋村・河原田村・鵠巣村・南志見村・三井村が合併して輪島市が発足し、郡より離脱。
  - 穴水町・住吉村・兜村が合併し、改めて穴水町が発足。
- 昭和30年（1955年）
  - 3月10日 - 諸橋村が穴水町に編入。（5町4村）
  - 3月25日（5町2村）
    - 宇出津町・三波村・神野村の一部（藤ノ瀬・宇加塚・曽又・鶴町）が珠洲郡小木町と合併して能都町が発足。
    - 神野村の残部（神和住・中斎）が柳田村に編入。

  - 10月10日 - 能都町の一部（小木・越坂・市之瀬・明野）が珠洲郡松波町（のちの内浦町）に編入。 (5町2村)
- 昭和31年（1956年）9月30日（3町1村）
  - 剱地村が門前町に編入。
  - 鵜川町が能都町に編入。
  - 町野町が輪島市に編入。
- 平成17年（2005年）3月1日 - 以下の変更により鳳至郡消滅。石川県内では珠洲郡と共に初の郡消滅となった。
  - 能都町・柳田村が珠洲郡内浦町と合併して能登町が発足。
  - 能登町と鳳至郡の残部2町（門前町・穴水町）の区域をもって鳳珠郡が発足。

### 変遷表
| 明治以前       | 明治以前       | 明治初年 - 明治22年    | 明治22年 4月1日 町村制施行 | 明治22年 - 明治38年         | 明治39年 - 明治45年           | 大正元年 - 昭和25年              | 昭和26年 - 平成17年          | 平成17年 3月1日 鳳珠郡発足 | 平成18年 - 現在       | 現在          |
| -------------- | -------------- | ---------------------- | -------------------------- | --------------------------- | ----------------------------- | -------------------------------- | ---------------------------- | -------------------------- | --------------------- | ------------- |
| 鳳至町         | 鳳至町         | 明治4年 輪島町         | 輪島町                     | 輪島町                      | 輪島町                        | 輪島町                           | 昭和29年3月31日 輪島市       | 輪島市                     | 平成18年2月1日 輪島市 | 輪島市        |
| 輪島崎村       |                | 明治4年 輪島町         | 輪島町                     | 輪島町                      | 輪島町                        | 輪島町                           | 昭和29年3月31日 輪島市       | 輪島市                     | 平成18年2月1日 輪島市 | 輪島市        |
| 河井町         |                | 明治4年 輪島町         | 輪島町                     | 輪島町                      | 輪島町                        | 輪島町                           | 昭和29年3月31日 輪島市       | 輪島市                     | 平成18年2月1日 輪島市 | 輪島市        |
| 海士町         |                | 明治4年 輪島町         | 輪島町                     | 輪島町                      | 輪島町                        | 輪島町                           | 昭和29年3月31日 輪島市       | 輪島市                     | 平成18年2月1日 輪島市 | 輪島市        |
| 雑座村         | 雑座村         | 明治11年 上山村        | 西保村                     | 西保村                      | 西保村                        | 西保村                           | 昭和29年3月31日 輪島市       | 輪島市                     | 平成18年2月1日 輪島市 | 輪島市        |
| 池田村         |                | 明治11年 上山村        | 西保村                     | 西保村                      | 西保村                        | 西保村                           | 昭和29年3月31日 輪島市       | 輪島市                     | 平成18年2月1日 輪島市 | 輪島市        |
| 新保村         |                | 明治11年 上山村        | 西保村                     | 西保村                      | 西保村                        | 西保村                           | 昭和29年3月31日 輪島市       | 輪島市                     | 平成18年2月1日 輪島市 | 輪島市        |
| 上村           |                | 明治11年 上山村        | 西保村                     | 西保村                      | 西保村                        | 西保村                           | 昭和29年3月31日 輪島市       | 輪島市                     | 平成18年2月1日 輪島市 | 輪島市        |
| 黒杉村         |                | 明治11年 上山村        | 西保村                     | 西保村                      | 西保村                        | 西保村                           | 昭和29年3月31日 輪島市       | 輪島市                     | 平成18年2月1日 輪島市 | 輪島市        |
| 小町村         |                | 明治11年 上山村        | 西保村                     | 西保村                      | 西保村                        | 西保村                           | 昭和29年3月31日 輪島市       | 輪島市                     | 平成18年2月1日 輪島市 | 輪島市        |
| 西二又村       | 西二又村       | 西二又村               | 西保村                     | 西保村                      | 西保村                        | 西保村                           | 昭和29年3月31日 輪島市       | 輪島市                     | 平成18年2月1日 輪島市 | 輪島市        |
| 上大沢村       | 上大沢村       | 上大沢村               | 西保村                     | 西保村                      | 西保村                        | 西保村                           | 昭和29年3月31日 輪島市       | 輪島市                     | 平成18年2月1日 輪島市 | 輪島市        |
| 大沢村         | 大沢村         | 大沢村                 | 西保村                     | 西保村                      | 西保村                        | 西保村                           | 昭和29年3月31日 輪島市       | 輪島市                     | 平成18年2月1日 輪島市 | 輪島市        |
| 赤崎村         | 赤崎村         | 赤崎村                 | 西保村                     | 西保村                      | 西保村                        | 西保村                           | 昭和29年3月31日 輪島市       | 輪島市                     | 平成18年2月1日 輪島市 | 輪島市        |
| 小池村         | 小池村         | 小池村                 | 西保村                     | 西保村                      | 西保村                        | 西保村                           | 昭和29年3月31日 輪島市       | 輪島市                     | 平成18年2月1日 輪島市 | 輪島市        |
| 下山村         | 下山村         | 下山村                 | 西保村                     | 西保村                      | 西保村                        | 西保村                           | 昭和29年3月31日 輪島市       | 輪島市                     | 平成18年2月1日 輪島市 | 輪島市        |
| 山岸村         | 山岸村         | 山岸村                 | 河原田村                   | 河原田村                    | 河原田村                      | 河原田村                         | 昭和29年3月31日 輪島市       | 輪島市                     | 平成18年2月1日 輪島市 | 輪島市        |
| 横地村         | 横地村         | 横地村                 | 河原田村                   | 河原田村                    | 河原田村                      | 河原田村                         | 昭和29年3月31日 輪島市       | 輪島市                     | 平成18年2月1日 輪島市 | 輪島市        |
| 石休場村       | 石休場村       | 石休場村               | 河原田村                   | 河原田村                    | 河原田村                      | 河原田村                         | 昭和29年3月31日 輪島市       | 輪島市                     | 平成18年2月1日 輪島市 | 輪島市        |
| 西脇村         | 西脇村         | 西脇村                 | 河原田村                   | 河原田村                    | 河原田村                      | 河原田村                         | 昭和29年3月31日 輪島市       | 輪島市                     | 平成18年2月1日 輪島市 | 輪島市        |
| 北谷村         | 北谷村         | 北谷村                 | 河原田村                   | 河原田村                    | 河原田村                      | 河原田村                         | 昭和29年3月31日 輪島市       | 輪島市                     | 平成18年2月1日 輪島市 | 輪島市        |
| 市瀬村         | 市瀬村         | 市瀬村                 | 河原田村                   | 河原田村                    | 河原田村                      | 河原田村                         | 昭和29年3月31日 輪島市       | 輪島市                     | 平成18年2月1日 輪島市 | 輪島市        |
| 中尾村         | 中尾村         | 明治11年 改称 東中尾村 | 河原田村                   | 河原田村                    | 河原田村                      | 河原田村                         | 昭和29年3月31日 輪島市       | 輪島市                     | 平成18年2月1日 輪島市 | 輪島市        |
| 熊野村         | 熊野村         | 熊野村                 | 河原田村                   | 河原田村                    | 河原田村                      | 河原田村                         | 昭和29年3月31日 輪島市       | 輪島市                     | 平成18年2月1日 輪島市 | 輪島市        |
| 杉平村         | 杉平村         | 杉平村                 | 河原田村                   | 河原田村                    | 河原田村                      | 河原田村                         | 昭和29年3月31日 輪島市       | 輪島市                     | 平成18年2月1日 輪島市 | 輪島市        |
| 打越村         | 打越村         | 打越村                 | 河原田村                   | 河原田村                    | 河原田村                      | 河原田村                         | 昭和29年3月31日 輪島市       | 輪島市                     | 平成18年2月1日 輪島市 | 輪島市        |
| 山ノ上村       | 山ノ上村       | 山ノ上村               | 河原田村                   | 河原田村                    | 河原田村                      | 河原田村                         | 昭和29年3月31日 輪島市       | 輪島市                     | 平成18年2月1日 輪島市 | 輪島市        |
| 久手川村       | 久手川村       | 久手川村               | 鵠巣村                     | 鵠巣村                      | 鵠巣村                        | 鵠巣村                           | 昭和29年3月31日 輪島市       | 輪島市                     | 平成18年2月1日 輪島市 | 輪島市        |
| 塚田村         | 塚田村         | 塚田村                 | 鵠巣村                     | 鵠巣村                      | 鵠巣村                        | 鵠巣村                           | 昭和29年3月31日 輪島市       | 輪島市                     | 平成18年2月1日 輪島市 | 輪島市        |
| 稲舟村         | 稲舟村         | 稲舟村                 | 鵠巣村                     | 鵠巣村                      | 鵠巣村                        | 鵠巣村                           | 昭和29年3月31日 輪島市       | 輪島市                     | 平成18年2月1日 輪島市 | 輪島市        |
| 大野村         | 大野村         | 明治11年 改称 西大野村 | 鵠巣村                     | 鵠巣村                      | 鵠巣村                        | 鵠巣村                           | 昭和29年3月31日 輪島市       | 輪島市                     | 平成18年2月1日 輪島市 | 輪島市        |
| 惣領村         | 惣領村         | 惣領村                 | 鵠巣村                     | 鵠巣村                      | 鵠巣村                        | 鵠巣村                           | 昭和29年3月31日 輪島市       | 輪島市                     | 平成18年2月1日 輪島市 | 輪島市        |
| 谷内村         | 谷内村         | 谷内村                 | 鵠巣村                     | 鵠巣村                      | 鵠巣村                        | 鵠巣村                           | 昭和29年3月31日 輪島市       | 輪島市                     | 平成18年2月1日 輪島市 | 輪島市        |
| 里村           | 里村           | 里村                   | 南志見村                   | 南志見村                    | 南志見村                      | 南志見村                         | 昭和29年3月31日 輪島市       | 輪島市                     | 平成18年2月1日 輪島市 | 輪島市        |
| 小田屋村       | 小田屋村       | 小田屋村               | 南志見村                   | 南志見村                    | 南志見村                      | 南志見村                         | 昭和29年3月31日 輪島市       | 輪島市                     | 平成18年2月1日 輪島市 | 輪島市        |
| 白米村         | 白米村         | 白米村                 | 南志見村                   | 南志見村                    | 南志見村                      | 南志見村                         | 昭和29年3月31日 輪島市       | 輪島市                     | 平成18年2月1日 輪島市 | 輪島市        |
| 野田村         | 野田村         | 野田村                 | 南志見村                   | 南志見村                    | 南志見村                      | 南志見村                         | 昭和29年3月31日 輪島市       | 輪島市                     | 平成18年2月1日 輪島市 | 輪島市        |
| 名舟村         | 名舟村         | 名舟村                 | 南志見村                   | 南志見村                    | 南志見村                      | 南志見村                         | 昭和29年3月31日 輪島市       | 輪島市                     | 平成18年2月1日 輪島市 | 輪島市        |
| 尊利地村       | 尊利地村       | 尊利地村               | 南志見村                   | 南志見村                    | 南志見村                      | 南志見村                         | 昭和29年3月31日 輪島市       | 輪島市                     | 平成18年2月1日 輪島市 | 輪島市        |
| 忍村           | 忍村           | 忍村                   | 南志見村                   | 南志見村                    | 南志見村                      | 南志見村                         | 昭和29年3月31日 輪島市       | 輪島市                     | 平成18年2月1日 輪島市 | 輪島市        |
| 西山村         | 西山村         | 西山村                 | 南志見村                   | 南志見村                    | 南志見村                      | 南志見村                         | 昭和29年3月31日 輪島市       | 輪島市                     | 平成18年2月1日 輪島市 | 輪島市        |
| 西院内村       | 西院内村       | 西院内村               | 南志見村                   | 南志見村                    | 南志見村                      | 南志見村                         | 昭和29年3月31日 輪島市       | 輪島市                     | 平成18年2月1日 輪島市 | 輪島市        |
| 東印内村       | 東印内村       | 東印内村               | 南志見村                   | 南志見村                    | 南志見村                      | 南志見村                         | 昭和29年3月31日 輪島市       | 輪島市                     | 平成18年2月1日 輪島市 | 輪島市        |
| 東山村         | 東山村         | 東山村                 | 南志見村                   | 南志見村                    | 南志見村                      | 南志見村                         | 昭和29年3月31日 輪島市       | 輪島市                     | 平成18年2月1日 輪島市 | 輪島市        |
| 渋田村         | 渋田村         | 渋田村                 | 南志見村                   | 南志見村                    | 南志見村                      | 南志見村                         | 昭和29年3月31日 輪島市       | 輪島市                     | 平成18年2月1日 輪島市 | 輪島市        |
| 小泉村         | 小泉村         | 小泉村                 | 三井村                     | 三井村                      | 三井村                        | 三井村                           | 昭和29年3月31日 輪島市       | 輪島市                     | 平成18年2月1日 輪島市 | 輪島市        |
| 漆原村         | 漆原村         | 漆原村                 | 三井村                     | 三井村                      | 三井村                        | 三井村                           | 昭和29年3月31日 輪島市       | 輪島市                     | 平成18年2月1日 輪島市 | 輪島市        |
| 長沢村         | 長沢村         | 長沢村                 | 三井村                     | 三井村                      | 三井村                        | 三井村                           | 昭和29年3月31日 輪島市       | 輪島市                     | 平成18年2月1日 輪島市 | 輪島市        |
| 仁行村         | 仁行村         | 仁行村                 | 三井村                     | 三井村                      | 三井村                        | 三井村                           | 昭和29年3月31日 輪島市       | 輪島市                     | 平成18年2月1日 輪島市 | 輪島市        |
| 中村           | 中村           | 中村                   | 三井村                     | 三井村                      | 三井村                        | 三井村                           | 昭和29年3月31日 輪島市       | 輪島市                     | 平成18年2月1日 輪島市 | 輪島市        |
| 新保村         | 新保村         | 新保村                 | 三井村                     | 三井村                      | 三井村                        | 三井村                           | 昭和29年3月31日 輪島市       | 輪島市                     | 平成18年2月1日 輪島市 | 輪島市        |
| 渡合村         | 渡合村         | 渡合村                 | 三井村                     | 三井村                      | 三井村                        | 三井村                           | 昭和29年3月31日 輪島市       | 輪島市                     | 平成18年2月1日 輪島市 | 輪島市        |
| 本江村         | 本江村         | 本江村                 | 三井村                     | 三井村                      | 三井村                        | 三井村                           | 昭和29年3月31日 輪島市       | 輪島市                     | 平成18年2月1日 輪島市 | 輪島市        |
| 内屋村         | 内屋村         | 内屋村                 | 三井村                     | 三井村                      | 三井村                        | 三井村                           | 昭和29年3月31日 輪島市       | 輪島市                     | 平成18年2月1日 輪島市 | 輪島市        |
| 細屋村         | 細屋村         | 細屋村                 | 三井村                     | 三井村                      | 三井村                        | 三井村                           | 昭和29年3月31日 輪島市       | 輪島市                     | 平成18年2月1日 輪島市 | 輪島市        |
| 市ノ坂村       | 市ノ坂村       | 市ノ坂村               | 三井村                     | 三井村                      | 三井村                        | 三井村                           | 昭和29年3月31日 輪島市       | 輪島市                     | 平成18年2月1日 輪島市 | 輪島市        |
| 洲衛村         | 洲衛村         | 洲衛村                 | 三井村                     | 三井村                      | 三井村                        | 三井村                           | 昭和29年3月31日 輪島市       | 輪島市                     | 平成18年2月1日 輪島市 | 輪島市        |
| 与呂見村       | 与呂見村       | 与呂見村               | 三井村                     | 三井村                      | 三井村                        | 三井村                           | 昭和29年3月31日 輪島市       | 輪島市                     | 平成18年2月1日 輪島市 | 輪島市        |
| 興徳寺村       | 興徳寺村       | 興徳寺村               | 三井村                     | 三井村                      | 三井村                        | 三井村                           | 昭和29年3月31日 輪島市       | 輪島市                     | 平成18年2月1日 輪島市 | 輪島市        |
| 鵜入村         | 鵜入村         | 鵜入村                 | 大屋村                     | 大屋村                      | 明治41年4月1日 大屋村         | 大屋村                           | 昭和29年3月31日 輪島市       | 輪島市                     | 平成18年2月1日 輪島市 | 輪島市        |
| 光浦村         | 光浦村         | 光浦村                 | 大屋村                     | 大屋村                      | 明治41年4月1日 大屋村         | 大屋村                           | 昭和29年3月31日 輪島市       | 輪島市                     | 平成18年2月1日 輪島市 | 輪島市        |
| 蕨野村         | 蕨野村         | 蕨野村                 | 大屋村                     | 大屋村                      | 明治41年4月1日 大屋村         | 大屋村                           | 昭和29年3月31日 輪島市       | 輪島市                     | 平成18年2月1日 輪島市 | 輪島市        |
| 堀村           | 堀村           | 堀村                   | 大屋村                     | 大屋村                      | 明治41年4月1日 大屋村         | 大屋村                           | 昭和29年3月31日 輪島市       | 輪島市                     | 平成18年2月1日 輪島市 | 輪島市        |
| 釜屋谷村       | 釜屋谷村       | 釜屋谷村               | 大屋村                     | 大屋村                      | 明治41年4月1日 大屋村         | 大屋村                           | 昭和29年3月31日 輪島市       | 輪島市                     | 平成18年2月1日 輪島市 | 輪島市        |
| 水守村         | 水守村         | 水守村                 | 大屋村                     | 大屋村                      | 明治41年4月1日 大屋村         | 大屋村                           | 昭和29年3月31日 輪島市       | 輪島市                     | 平成18年2月1日 輪島市 | 輪島市        |
| 中段村         | 中段村         | 中段村                 | 大屋村                     | 大屋村                      | 明治41年4月1日 大屋村         | 大屋村                           | 昭和29年3月31日 輪島市       | 輪島市                     | 平成18年2月1日 輪島市 | 輪島市        |
| 小伊勢村       | 小伊勢村       | 小伊勢村               | 大屋村                     | 大屋村                      | 明治41年4月1日 大屋村         | 大屋村                           | 昭和29年3月31日 輪島市       | 輪島市                     | 平成18年2月1日 輪島市 | 輪島市        |
| 稲屋村         | 稲屋村         | 稲屋村                 | 大屋村                     | 大屋村                      | 明治41年4月1日 大屋村         | 大屋村                           | 昭和29年3月31日 輪島市       | 輪島市                     | 平成18年2月1日 輪島市 | 輪島市        |
| 山本村         | 山本村         | 山本村                 | 大屋村                     | 大屋村                      | 明治41年4月1日 大屋村         | 大屋村                           | 昭和29年3月31日 輪島市       | 輪島市                     | 平成18年2月1日 輪島市 | 輪島市        |
| 長井村         | 長井村         | 長井村                 | 大屋村                     | 大屋村                      | 明治41年4月1日 大屋村         | 大屋村                           | 昭和29年3月31日 輪島市       | 輪島市                     | 平成18年2月1日 輪島市 | 輪島市        |
| 房田村         | 房田村         | 房田村                 | 大屋村                     | 大屋村                      | 明治41年4月1日 大屋村         | 大屋村                           | 昭和29年3月31日 輪島市       | 輪島市                     | 平成18年2月1日 輪島市 | 輪島市        |
| 二ツ屋村       | 二ツ屋村       | 二ツ屋村               | 大屋村                     | 大屋村                      | 明治41年4月1日 大屋村         | 大屋村                           | 昭和29年3月31日 輪島市       | 輪島市                     | 平成18年2月1日 輪島市 | 輪島市        |
| 宅田村         | 宅田村         | 宅田村                 | 大屋村                     | 大屋村                      | 明治41年4月1日 大屋村         | 大屋村                           | 昭和29年3月31日 輪島市       | 輪島市                     | 平成18年2月1日 輪島市 | 輪島市        |
| 下黒川村       | 下黒川村       | 下黒川村               | 鳳至谷村                   | 鳳至谷村                    | 明治41年4月1日 大屋村         | 大屋村                           | 昭和29年3月31日 輪島市       | 輪島市                     | 平成18年2月1日 輪島市 | 輪島市        |
| 二俣村         | 二俣村         | 二俣村                 | 鳳至谷村                   | 鳳至谷村                    | 明治41年4月1日 大屋村         | 大屋村                           | 昭和29年3月31日 輪島市       | 輪島市                     | 平成18年2月1日 輪島市 | 輪島市        |
| 別所谷村       | 別所谷村       | 別所谷村               | 鳳至谷村                   | 鳳至谷村                    | 明治41年4月1日 大屋村         | 大屋村                           | 昭和29年3月31日 輪島市       | 輪島市                     | 平成18年2月1日 輪島市 | 輪島市        |
| 縄又村         | 縄又村         | 縄又村                 | 鳳至谷村                   | 鳳至谷村                    | 明治41年4月1日 大屋村         | 大屋村                           | 昭和29年3月31日 輪島市       | 輪島市                     | 平成18年2月1日 輪島市 | 輪島市        |
| 上黒川村       | 上黒川村       | 上黒川村               | 鳳至谷村                   | 鳳至谷村                    | 明治41年4月1日 大屋村         | 大屋村                           | 昭和29年3月31日 輪島市       | 輪島市                     | 平成18年2月1日 輪島市 | 輪島市        |
| 滝又村         | 滝又村         | 滝又村                 | 鳳至谷村                   | 鳳至谷村                    | 明治41年4月1日 大屋村         | 大屋村                           | 昭和29年3月31日 輪島市       | 輪島市                     | 平成18年2月1日 輪島市 | 輪島市        |
| 空熊村         | 空熊村         | 空熊村                 | 鳳至谷村                   | 鳳至谷村                    | 明治41年4月1日 大屋村         | 大屋村                           | 昭和29年3月31日 輪島市       | 輪島市                     | 平成18年2月1日 輪島市 | 輪島市        |
| 鈴屋村         | 鈴屋村         | 鈴屋村                 | 町野村                     | 町野村                      | 明治41年4月1日 町野村         | 昭和15年12月20日 町制 町野町     | 昭和31年9月30日 輪島市に編入 | 輪島市                     | 平成18年2月1日 輪島市 | 輪島市        |
| 粟蔵村         | 粟蔵村         | 粟蔵村                 | 町野村                     | 町野村                      | 明治41年4月1日 町野村         | 昭和15年12月20日 町制 町野町     | 昭和31年9月30日 輪島市に編入 | 輪島市                     | 平成18年2月1日 輪島市 | 輪島市        |
| 牛尾村         | 牛尾村         | 牛尾村                 | 町野村                     | 町野村                      | 明治41年4月1日 町野村         | 昭和15年12月20日 町制 町野町     | 昭和31年9月30日 輪島市に編入 | 輪島市                     | 平成18年2月1日 輪島市 | 輪島市        |
| 寺山村         | 寺山村         | 寺山村                 | 町野村                     | 町野村                      | 明治41年4月1日 町野村         | 昭和15年12月20日 町制 町野町     | 昭和31年9月30日 輪島市に編入 | 輪島市                     | 平成18年2月1日 輪島市 | 輪島市        |
| 佐野村         | 佐野村         | 佐野村                 | 町野村                     | 町野村                      | 明治41年4月1日 町野村         | 昭和15年12月20日 町制 町野町     | 昭和31年9月30日 輪島市に編入 | 輪島市                     | 平成18年2月1日 輪島市 | 輪島市        |
| 真久村         | 真久村         | 真久村                 | 町野村                     | 町野村                      | 明治41年4月1日 町野村         | 昭和15年12月20日 町制 町野町     | 昭和31年9月30日 輪島市に編入 | 輪島市                     | 平成18年2月1日 輪島市 | 輪島市        |
| 舞谷村         | 舞谷村         | 舞谷村                 | 町野村                     | 町野村                      | 明治41年4月1日 町野村         | 昭和15年12月20日 町制 町野町     | 昭和31年9月30日 輪島市に編入 | 輪島市                     | 平成18年2月1日 輪島市 | 輪島市        |
| 円山村         | 円山村         | 明治11年 改称 北円山村 | 町野村                     | 町野村                      | 明治41年4月1日 町野村         | 昭和15年12月20日 町制 町野町     | 昭和31年9月30日 輪島市に編入 | 輪島市                     | 平成18年2月1日 輪島市 | 輪島市        |
| 徳成村         | 徳成村         | 徳成村                 | 町野村                     | 町野村                      | 明治41年4月1日 町野村         | 昭和15年12月20日 町制 町野町     | 昭和31年9月30日 輪島市に編入 | 輪島市                     | 平成18年2月1日 輪島市 | 輪島市        |
| 徳成谷内村     | 徳成谷内村     | 徳成谷内村             | 町野村                     | 町野村                      | 明治41年4月1日 町野村         | 昭和15年12月20日 町制 町野町     | 昭和31年9月30日 輪島市に編入 | 輪島市                     | 平成18年2月1日 輪島市 | 輪島市        |
| 東村           | 東村           | 東村                   | 町野村                     | 町野村                      | 明治41年4月1日 町野村         | 昭和15年12月20日 町制 町野町     | 昭和31年9月30日 輪島市に編入 | 輪島市                     | 平成18年2月1日 輪島市 | 輪島市        |
| 麦生野村       | 麦生野村       | 麦生野村               | 町野村                     | 町野村                      | 明治41年4月1日 町野村         | 昭和15年12月20日 町制 町野町     | 昭和31年9月30日 輪島市に編入 | 輪島市                     | 平成18年2月1日 輪島市 | 輪島市        |
| 大川村         | 大川村         | 大川村                 | 西町村                     | 西町村                      | 明治41年4月1日 町野村         | 昭和15年12月20日 町制 町野町     | 昭和31年9月30日 輪島市に編入 | 輪島市                     | 平成18年2月1日 輪島市 | 輪島市        |
| 伏戸村         | 伏戸村         | 伏戸村                 | 西町村                     | 西町村                      | 明治41年4月1日 町野村         | 昭和15年12月20日 町制 町野町     | 昭和31年9月30日 輪島市に編入 | 輪島市                     | 平成18年2月1日 輪島市 | 輪島市        |
| 川西村         | 川西村         | 川西村                 | 西町村                     | 西町村                      | 明治41年4月1日 町野村         | 昭和15年12月20日 町制 町野町     | 昭和31年9月30日 輪島市に編入 | 輪島市                     | 平成18年2月1日 輪島市 | 輪島市        |
| 大野村         | 大野村         | 明治11年 改称 東大野村 | 西町村                     | 西町村                      | 明治41年4月1日 町野村         | 昭和15年12月20日 町制 町野町     | 昭和31年9月30日 輪島市に編入 | 輪島市                     | 平成18年2月1日 輪島市 | 輪島市        |
| 桶戸村         | 桶戸村         | 桶戸村                 | 西町村                     | 西町村                      | 明治41年4月1日 町野村         | 昭和15年12月20日 町制 町野町     | 昭和31年9月30日 輪島市に編入 | 輪島市                     | 平成18年2月1日 輪島市 | 輪島市        |
| 井面村         | 井面村         | 井面村                 | 西町村                     | 西町村                      | 明治41年4月1日 町野村         | 昭和15年12月20日 町制 町野町     | 昭和31年9月30日 輪島市に編入 | 輪島市                     | 平成18年2月1日 輪島市 | 輪島市        |
| 金蔵村         | 金蔵村         | 金蔵村                 | 西町村                     | 西町村                      | 明治41年4月1日 町野村         | 昭和15年12月20日 町制 町野町     | 昭和31年9月30日 輪島市に編入 | 輪島市                     | 平成18年2月1日 輪島市 | 輪島市        |
| 時国村         | 加賀藩領       | 明治初年 西時国村      | 岩倉村                     | 岩倉村                      | 明治41年4月1日 町野村         | 昭和15年12月20日 町制 町野町     | 昭和31年9月30日 輪島市に編入 | 輪島市                     | 平成18年2月1日 輪島市 | 輪島市        |
| 時国村         | 幕府領         | 明治初年 南時国村      | 岩倉村                     | 岩倉村                      | 明治41年4月1日 町野村         | 昭和15年12月20日 町制 町野町     | 昭和31年9月30日 輪島市に編入 | 輪島市                     | 平成18年2月1日 輪島市 | 輪島市        |
| 敷戸村         | 敷戸村         | 敷戸村                 | 岩倉村                     | 岩倉村                      | 明治41年4月1日 町野村         | 昭和15年12月20日 町制 町野町     | 昭和31年9月30日 輪島市に編入 | 輪島市                     | 平成18年2月1日 輪島市 | 輪島市        |
| 寺地村         | 寺地村         | 寺地村                 | 岩倉村                     | 岩倉村                      | 明治41年4月1日 町野村         | 昭和15年12月20日 町制 町野町     | 昭和31年9月30日 輪島市に編入 | 輪島市                     | 平成18年2月1日 輪島市 | 輪島市        |
| 広江村         | 広江村         | 広江村                 | 岩倉村                     | 岩倉村                      | 明治41年4月1日 町野村         | 昭和15年12月20日 町制 町野町     | 昭和31年9月30日 輪島市に編入 | 輪島市                     | 平成18年2月1日 輪島市 | 輪島市        |
| 門前村         | 門前村         | 門前村                 | 櫛比村                     | 櫛比村                      | 櫛比村                        | 昭和5年1月1日 町制改称 門前町    | 昭和29年3月31日 門前町       | 鳳珠郡 門前町              | 平成18年2月1日 輪島市 | 輪島市        |
| 清水村         | 清水村         | 清水村                 | 櫛比村                     | 櫛比村                      | 櫛比村                        | 昭和5年1月1日 町制改称 門前町    | 昭和29年3月31日 門前町       | 鳳珠郡 門前町              | 平成18年2月1日 輪島市 | 輪島市        |
| 走出村         | 走出村         | 走出村                 | 櫛比村                     | 櫛比村                      | 櫛比村                        | 昭和5年1月1日 町制改称 門前町    | 昭和29年3月31日 門前町       | 鳳珠郡 門前町              | 平成18年2月1日 輪島市 | 輪島市        |
| 日野尾村       | 日野尾村       | 日野尾村               | 櫛比村                     | 櫛比村                      | 櫛比村                        | 昭和5年1月1日 町制改称 門前町    | 昭和29年3月31日 門前町       | 鳳珠郡 門前町              | 平成18年2月1日 輪島市 | 輪島市        |
| 和田村         | 和田村         | 和田村                 | 櫛比村                     | 櫛比村                      | 櫛比村                        | 昭和5年1月1日 町制改称 門前町    | 昭和29年3月31日 門前町       | 鳳珠郡 門前町              | 平成18年2月1日 輪島市 | 輪島市        |
| 深田村         | 深田村         | 深田村                 | 櫛比村                     | 櫛比村                      | 櫛比村                        | 昭和5年1月1日 町制改称 門前町    | 昭和29年3月31日 門前町       | 鳳珠郡 門前町              | 平成18年2月1日 輪島市 | 輪島市        |
| 鬼屋村         | 鬼屋村         | 鬼屋村                 | 櫛比村                     | 櫛比村                      | 櫛比村                        | 昭和5年1月1日 町制改称 門前町    | 昭和29年3月31日 門前町       | 鳳珠郡 門前町              | 平成18年2月1日 輪島市 | 輪島市        |
| 高根尾村       | 高根尾村       | 高根尾村               | 櫛比村                     | 櫛比村                      | 櫛比村                        | 昭和5年1月1日 町制改称 門前町    | 昭和29年3月31日 門前町       | 鳳珠郡 門前町              | 平成18年2月1日 輪島市 | 輪島市        |
| 広瀬村         | 広瀬村         | 広瀬村                 | 櫛比村                     | 櫛比村                      | 櫛比村                        | 昭和5年1月1日 町制改称 門前町    | 昭和29年3月31日 門前町       | 鳳珠郡 門前町              | 平成18年2月1日 輪島市 | 輪島市        |
| 本市村         | 本市村         | 本市村                 | 櫛比村                     | 櫛比村                      | 櫛比村                        | 昭和5年1月1日 町制改称 門前町    | 昭和29年3月31日 門前町       | 鳳珠郡 門前町              | 平成18年2月1日 輪島市 | 輪島市        |
| 小石村         | 小石村         | 小石村                 | 櫛比村                     | 櫛比村                      | 櫛比村                        | 昭和5年1月1日 町制改称 門前町    | 昭和29年3月31日 門前町       | 鳳珠郡 門前町              | 平成18年2月1日 輪島市 | 輪島市        |
| 中尾村         | 中尾村         | 明治11年 改称 西中尾村 | 櫛比村                     | 櫛比村                      | 櫛比村                        | 昭和5年1月1日 町制改称 門前町    | 昭和29年3月31日 門前町       | 鳳珠郡 門前町              | 平成18年2月1日 輪島市 | 輪島市        |
| 広岡村         | 広岡村         | 広岡村                 | 櫛比村                     | 櫛比村                      | 櫛比村                        | 昭和5年1月1日 町制改称 門前町    | 昭和29年3月31日 門前町       | 鳳珠郡 門前町              | 平成18年2月1日 輪島市 | 輪島市        |
| 栃木村         | 栃木村         | 栃木村                 | 櫛比村                     | 櫛比村                      | 櫛比村                        | 昭和5年1月1日 町制改称 門前町    | 昭和29年3月31日 門前町       | 鳳珠郡 門前町              | 平成18年2月1日 輪島市 | 輪島市        |
| 館村           | 館村           | 館村                   | 櫛比村                     | 櫛比村                      | 櫛比村                        | 昭和5年1月1日 町制改称 門前町    | 昭和29年3月31日 門前町       | 鳳珠郡 門前町              | 平成18年2月1日 輪島市 | 輪島市        |
| 上河内村       | 上河内村       | 上河内村               | 櫛比村                     | 櫛比村                      | 櫛比村                        | 昭和5年1月1日 町制改称 門前町    | 昭和29年3月31日 門前町       | 鳳珠郡 門前町              | 平成18年2月1日 輪島市 | 輪島市        |
| 小滝村         | 小滝村         | 小滝村                 | 櫛比村                     | 櫛比村                      | 櫛比村                        | 昭和5年1月1日 町制改称 門前町    | 昭和29年3月31日 門前町       | 鳳珠郡 門前町              | 平成18年2月1日 輪島市 | 輪島市        |
| 猿橋村         | 猿橋村         | 猿橋村                 | 櫛比村                     | 櫛比村                      | 櫛比村                        | 昭和5年1月1日 町制改称 門前町    | 昭和29年3月31日 門前町       | 鳳珠郡 門前町              | 平成18年2月1日 輪島市 | 輪島市        |
| 道下村         | 道下村         | 道下村                 | 諸岡村                     | 諸岡村                      | 諸岡村                        | 諸岡村                           | 昭和29年3月31日 門前町       | 鳳珠郡 門前町              | 平成18年2月1日 輪島市 | 輪島市        |
| 鹿磯村         | 鹿磯村         | 鹿磯村                 | 諸岡村                     | 諸岡村                      | 諸岡村                        | 諸岡村                           | 昭和29年3月31日 門前町       | 鳳珠郡 門前町              | 平成18年2月1日 輪島市 | 輪島市        |
| 深見村         | 深見村         | 深見村                 | 諸岡村                     | 諸岡村                      | 諸岡村                        | 諸岡村                           | 昭和29年3月31日 門前町       | 鳳珠郡 門前町              | 平成18年2月1日 輪島市 | 輪島市        |
| 勝田村         | 勝田村         | 勝田村                 | 諸岡村                     | 諸岡村                      | 諸岡村                        | 諸岡村                           | 昭和29年3月31日 門前町       | 鳳珠郡 門前町              | 平成18年2月1日 輪島市 | 輪島市        |
| 六郎木村       | 六郎木村       | 六郎木村               | 諸岡村                     | 諸岡村                      | 諸岡村                        | 諸岡村                           | 昭和29年3月31日 門前町       | 鳳珠郡 門前町              | 平成18年2月1日 輪島市 | 輪島市        |
| 浅生田村       | 浅生田村       | 浅生田村               | 浦上村                     | 浦上村                      | 浦上村                        | 浦上村                           | 昭和29年3月31日 門前町       | 鳳珠郡 門前町              | 平成18年2月1日 輪島市 | 輪島市        |
| 中野屋村       | 中野屋村       | 中野屋村               | 浦上村                     | 浦上村                      | 浦上村                        | 浦上村                           | 昭和29年3月31日 門前町       | 鳳珠郡 門前町              | 平成18年2月1日 輪島市 | 輪島市        |
| 浦上村         | 浦上村         | 浦上村                 | 浦上村                     | 浦上村                      | 浦上村                        | 浦上村                           | 昭和29年3月31日 門前町       | 鳳珠郡 門前町              | 平成18年2月1日 輪島市 | 輪島市        |
| 八幡村         | 八幡村         | 八幡村                 | 浦上村                     | 浦上村                      | 浦上村                        | 浦上村                           | 昭和29年3月31日 門前町       | 鳳珠郡 門前町              | 平成18年2月1日 輪島市 | 輪島市        |
| 宮古場村       | 宮古場村       | 宮古場村               | 浦上村                     | 浦上村                      | 浦上村                        | 浦上村                           | 昭和29年3月31日 門前町       | 鳳珠郡 門前町              | 平成18年2月1日 輪島市 | 輪島市        |
| 円山村         | 円山村         | 明治11年 改称 西円山村 | 浦上村                     | 浦上村                      | 浦上村                        | 浦上村                           | 昭和29年3月31日 門前町       | 鳳珠郡 門前町              | 平成18年2月1日 輪島市 | 輪島市        |
| 田村           | 田村           | 田村                   | 浦上村                     | 浦上村                      | 浦上村                        | 浦上村                           | 昭和29年3月31日 門前町       | 鳳珠郡 門前町              | 平成18年2月1日 輪島市 | 輪島市        |
| 山辺村         | 山辺村         | 山辺村                 | 浦上村                     | 浦上村                      | 浦上村                        | 浦上村                           | 昭和29年3月31日 門前町       | 鳳珠郡 門前町              | 平成18年2月1日 輪島市 | 輪島市        |
| 安代原村       | 安代原村       | 安代原村               | 浦上村                     | 浦上村                      | 浦上村                        | 浦上村                           | 昭和29年3月31日 門前町       | 鳳珠郡 門前町              | 平成18年2月1日 輪島市 | 輪島市        |
| 皆月村         | 皆月村         | 皆月村                 | 七浦村                     | 七浦村                      | 七浦村                        | 七浦村                           | 昭和29年3月31日 門前町       | 鳳珠郡 門前町              | 平成18年2月1日 輪島市 | 輪島市        |
| 餅田村         | 餅田村         | 餅田村                 | 七浦村                     | 七浦村                      | 七浦村                        | 七浦村                           | 昭和29年3月31日 門前町       | 鳳珠郡 門前町              | 平成18年2月1日 輪島市 | 輪島市        |
| 鵜山村         | 鵜山村         | 鵜山村                 | 七浦村                     | 七浦村                      | 七浦村                        | 七浦村                           | 昭和29年3月31日 門前町       | 鳳珠郡 門前町              | 平成18年2月1日 輪島市 | 輪島市        |
| 中谷内村       | 中谷内村       | 中谷内村               | 七浦村                     | 七浦村                      | 七浦村                        | 七浦村                           | 昭和29年3月31日 門前町       | 鳳珠郡 門前町              | 平成18年2月1日 輪島市 | 輪島市        |
| 大滝畠中村     | 大滝畠中村     | 明治初年 改称 大滝村   | 七浦村                     | 七浦村                      | 七浦村                        | 七浦村                           | 昭和29年3月31日 門前町       | 鳳珠郡 門前町              | 平成18年2月1日 輪島市 | 輪島市        |
| 五十洲村       | 五十洲村       | 五十洲村               | 七浦村                     | 七浦村                      | 七浦村                        | 七浦村                           | 昭和29年3月31日 門前町       | 鳳珠郡 門前町              | 平成18年2月1日 輪島市 | 輪島市        |
| 吉浦村         | 吉浦村         | 吉浦村                 | 七浦村                     | 七浦村                      | 七浦村                        | 七浦村                           | 昭和29年3月31日 門前町       | 鳳珠郡 門前町              | 平成18年2月1日 輪島市 | 輪島市        |
| 矢徳荻平村     | 矢徳荻平村     | 明治11年 改称 矢徳村   | 七浦村                     | 七浦村                      | 七浦村                        | 七浦村                           | 昭和29年3月31日 門前町       | 鳳珠郡 門前町              | 平成18年2月1日 輪島市 | 輪島市        |
| 小杉村         | 小杉村         | 小杉村                 | 七浦村                     | 七浦村                      | 七浦村                        | 七浦村                           | 昭和29年3月31日 門前町       | 鳳珠郡 門前町              | 平成18年2月1日 輪島市 | 輪島市        |
| 百成大角間村   | 百成大角間村   | 百成大角間村           | 七浦村                     | 七浦村                      | 七浦村                        | 七浦村                           | 昭和29年3月31日 門前町       | 鳳珠郡 門前町              | 平成18年2月1日 輪島市 | 輪島市        |
| 井守上坂村     | 井守上坂村     | 井守上坂村             | 七浦村                     | 七浦村                      | 七浦村                        | 七浦村                           | 昭和29年3月31日 門前町       | 鳳珠郡 門前町              | 平成18年2月1日 輪島市 | 輪島市        |
| 薄野村         | 薄野村         | 薄野村                 | 七浦村                     | 七浦村                      | 七浦村                        | 七浦村                           | 昭和29年3月31日 門前町       | 鳳珠郡 門前町              | 平成18年2月1日 輪島市 | 輪島市        |
| 暮坂村         | 暮坂村         | 暮坂村                 | 七浦村                     | 七浦村                      | 七浦村                        | 七浦村                           | 昭和29年3月31日 門前町       | 鳳珠郡 門前町              | 平成18年2月1日 輪島市 | 輪島市        |
| 樽見村         | 樽見村         | 樽見村                 | 七浦村                     | 七浦村                      | 七浦村                        | 七浦村                           | 昭和29年3月31日 門前町       | 鳳珠郡 門前町              | 平成18年2月1日 輪島市 | 輪島市        |
| 鑓川村         | 鑓川村         | 鑓川村                 | 本郷村                     | 本郷村                      | 本郷村                        | 本郷村                           | 昭和29年3月31日 門前町       | 鳳珠郡 門前町              | 平成18年2月1日 輪島市 | 輪島市        |
| 堀越村         | 堀越村         | 堀越村                 | 本郷村                     | 本郷村                      | 本郷村                        | 本郷村                           | 昭和29年3月31日 門前町       | 鳳珠郡 門前町              | 平成18年2月1日 輪島市 | 輪島市        |
| 大町村         | 大町村         | 明治11年 改称 東大町村 | 本郷村                     | 本郷村                      | 本郷村                        | 本郷村                           | 昭和29年3月31日 門前町       | 鳳珠郡 門前町              | 平成18年2月1日 輪島市 | 輪島市        |
| 別所村         | 別所村         | 別所村                 | 本郷村                     | 本郷村                      | 本郷村                        | 本郷村                           | 昭和29年3月31日 門前町       | 鳳珠郡 門前町              | 平成18年2月1日 輪島市 | 輪島市        |
| 貝吹村         | 貝吹村         | 貝吹村                 | 本郷村                     | 本郷村                      | 本郷村                        | 本郷村                           | 昭和29年3月31日 門前町       | 鳳珠郡 門前町              | 平成18年2月1日 輪島市 | 輪島市        |
| 荒屋村         | 荒屋村         | 荒屋村                 | 本郷村                     | 本郷村                      | 本郷村                        | 本郷村                           | 昭和29年3月31日 門前町       | 鳳珠郡 門前町              | 平成18年2月1日 輪島市 | 輪島市        |
| 長井坂村       | 長井坂村       | 長井坂村               | 本郷村                     | 本郷村                      | 本郷村                        | 本郷村                           | 昭和29年3月31日 門前町       | 鳳珠郡 門前町              | 平成18年2月1日 輪島市 | 輪島市        |
| 定広村         | 定広村         | 定広村                 | 本郷村                     | 本郷村                      | 本郷村                        | 本郷村                           | 昭和29年3月31日 門前町       | 鳳珠郡 門前町              | 平成18年2月1日 輪島市 | 輪島市        |
| 地原村         | 地原村         | 地原村                 | 本郷村                     | 本郷村                      | 本郷村                        | 本郷村                           | 昭和29年3月31日 門前町       | 鳳珠郡 門前町              | 平成18年2月1日 輪島市 | 輪島市        |
| 百成村         | 百成村         | 百成村                 | 本郷村                     | 本郷村                      | 本郷村                        | 本郷村                           | 昭和29年3月31日 門前町       | 鳳珠郡 門前町              | 平成18年2月1日 輪島市 | 輪島市        |
| 二又川村       | 二又川村       | 二又川村               | 本郷村                     | 本郷村                      | 本郷村                        | 本郷村                           | 昭和29年3月31日 門前町       | 鳳珠郡 門前町              | 平成18年2月1日 輪島市 | 輪島市        |
| 谷口村         | 谷口村         | 谷口村                 | 本郷村                     | 本郷村                      | 本郷村                        | 本郷村                           | 昭和29年3月31日 門前町       | 鳳珠郡 門前町              | 平成18年2月1日 輪島市 | 輪島市        |
| 嶺村           | 嶺村           | 嶺村                   | 本郷村                     | 本郷村                      | 本郷村                        | 本郷村                           | 昭和29年3月31日 門前町       | 鳳珠郡 門前町              | 平成18年2月1日 輪島市 | 輪島市        |
| 俊兼村         | 俊兼村         | 俊兼村                 | 本郷村                     | 本郷村                      | 本郷村                        | 本郷村                           | 昭和29年3月31日 門前町       | 鳳珠郡 門前町              | 平成18年2月1日 輪島市 | 輪島市        |
| 能納屋村       | 能納屋村       | 能納屋村               | 本郷村                     | 本郷村                      | 本郷村                        | 本郷村                           | 昭和29年3月31日 門前町       | 鳳珠郡 門前町              | 平成18年2月1日 輪島市 | 輪島市        |
| 四位村         | 四位村         | 四位村                 | 本郷村                     | 本郷村                      | 本郷村                        | 本郷村                           | 昭和29年3月31日 門前町       | 鳳珠郡 門前町              | 平成18年2月1日 輪島市 | 輪島市        |
| 原村           | 原村           | 原村                   | 本郷村                     | 本郷村                      | 本郷村                        | 本郷村                           | 昭和29年3月31日 門前町       | 鳳珠郡 門前町              | 平成18年2月1日 輪島市 | 輪島市        |
| 滝上村         | 滝上村         | 滝上村                 | 本郷村                     | 本郷村                      | 本郷村                        | 本郷村                           | 昭和29年3月31日 門前町       | 鳳珠郡 門前町              | 平成18年2月1日 輪島市 | 輪島市        |
| 内保村         | 内保村         | 内保村                 | 本郷村                     | 本郷村                      | 本郷村                        | 本郷村                           | 昭和29年3月31日 門前町       | 鳳珠郡 門前町              | 平成18年2月1日 輪島市 | 輪島市        |
| 本内村         | 本内村         | 本内村                 | 本郷村                     | 本郷村                      | 本郷村                        | 本郷村                           | 昭和29年3月31日 門前町       | 鳳珠郡 門前町              | 平成18年2月1日 輪島市 | 輪島市        |
| 平村           | 平村           | 平村                   | 本郷村                     | 本郷村                      | 本郷村                        | 本郷村                           | 昭和29年3月31日 門前町       | 鳳珠郡 門前町              | 平成18年2月1日 輪島市 | 輪島市        |
| 黒島村         | 黒島村         | 黒島村                 | 黒島村                     | 黒島村                      | 黒島村                        | 黒島村                           | 昭和29年3月31日 門前町       | 鳳珠郡 門前町              | 平成18年2月1日 輪島市 | 輪島市        |
| 剱地村         | 剱地村         | 剱地村                 | 剱地村                     | 剱地村                      | 明治41年4月1日 剱地村         | 剱地村                           | 昭和31年9月30日 門前町に編入 | 鳳珠郡 門前町              | 平成18年2月1日 輪島市 | 輪島市        |
| 大泊村         | 大泊村         | 大泊村                 | 剱地村                     | 剱地村                      | 明治41年4月1日 剱地村         | 剱地村                           | 昭和31年9月30日 門前町に編入 | 鳳珠郡 門前町              | 平成18年2月1日 輪島市 | 輪島市        |
| 赤神村         | 赤神村         | 赤神村                 | 剱地村                     | 剱地村                      | 明治41年4月1日 剱地村         | 剱地村                           | 昭和31年9月30日 門前町に編入 | 鳳珠郡 門前町              | 平成18年2月1日 輪島市 | 輪島市        |
| 腰細村         | 腰細村         | 腰細村                 | 剱地村                     | 剱地村                      | 明治41年4月1日 剱地村         | 剱地村                           | 昭和31年9月30日 門前町に編入 | 鳳珠郡 門前町              | 平成18年2月1日 輪島市 | 輪島市        |
| 馬場村         | 一部           | 馬場村                 | 剱地村                     | 剱地村                      | 明治41年4月1日 剱地村         | 剱地村                           | 昭和31年9月30日 門前町に編入 | 鳳珠郡 門前町              | 平成18年2月1日 輪島市 | 輪島市        |
| 馬場村         | 大部分         | 馬場村                 | 仁岸村                     | 仁岸村                      | 明治41年4月1日 剱地村         | 剱地村                           | 昭和31年9月30日 門前町に編入 | 鳳珠郡 門前町              | 平成18年2月1日 輪島市 | 輪島市        |
| 館分村         | 館分村         | 館分村                 | 仁岸村                     | 仁岸村                      | 明治41年4月1日 剱地村         | 剱地村                           | 昭和31年9月30日 門前町に編入 | 鳳珠郡 門前町              | 平成18年2月1日 輪島市 | 輪島市        |
| 滝町村         | 滝町村         | 滝町村                 | 仁岸村                     | 仁岸村                      | 明治41年4月1日 剱地村         | 剱地村                           | 昭和31年9月30日 門前町に編入 | 鳳珠郡 門前町              | 平成18年2月1日 輪島市 | 輪島市        |
| 中谷村         | 中谷村         | 明治11年 改称 西中谷村 | 仁岸村                     | 仁岸村                      | 明治41年4月1日 剱地村         | 剱地村                           | 昭和31年9月30日 門前町に編入 | 鳳珠郡 門前町              | 平成18年2月1日 輪島市 | 輪島市        |
| 馬渡村         | 馬渡村         | 馬渡村                 | 仁岸村                     | 仁岸村                      | 明治41年4月1日 剱地村         | 剱地村                           | 昭和31年9月30日 門前町に編入 | 鳳珠郡 門前町              | 平成18年2月1日 輪島市 | 輪島市        |
| 清沢村         | 清沢村         | 清沢村                 | 仁岸村                     | 仁岸村                      | 明治41年4月1日 剱地村         | 剱地村                           | 昭和31年9月30日 門前町に編入 | 鳳珠郡 門前町              | 平成18年2月1日 輪島市 | 輪島市        |
| 切挟村         | 切挟村         | 切挟村                 | 仁岸村                     | 仁岸村                      | 明治41年4月1日 剱地村         | 剱地村                           | 昭和31年9月30日 門前町に編入 | 鳳珠郡 門前町              | 平成18年2月1日 輪島市 | 輪島市        |
| 神明原村       | 神明原村       | 神明原村               | 仁岸村                     | 仁岸村                      | 明治41年4月1日 剱地村         | 剱地村                           | 昭和31年9月30日 門前町に編入 | 鳳珠郡 門前町              | 平成18年2月1日 輪島市 | 輪島市        |
| 久川村         | 久川村         | 久川村                 | 仁岸村                     | 仁岸村                      | 明治41年4月1日 剱地村         | 剱地村                           | 昭和31年9月30日 門前町に編入 | 鳳珠郡 門前町              | 平成18年2月1日 輪島市 | 輪島市        |
| 窕村           | 窕村           | 窕村                   | 仁岸村                     | 仁岸村                      | 明治41年4月1日 剱地村         | 剱地村                           | 昭和31年9月30日 門前町に編入 | 鳳珠郡 門前町              | 平成18年2月1日 輪島市 | 輪島市        |
| 木原月村       | 木原月村       | 木原月村               | 仁岸村                     | 仁岸村                      | 明治41年4月1日 剱地村         | 剱地村                           | 昭和31年9月30日 門前町に編入 | 鳳珠郡 門前町              | 平成18年2月1日 輪島市 | 輪島市        |
| 飯川谷村       | 飯川谷村       | 飯川谷村               | 仁岸村                     | 仁岸村                      | 明治41年4月1日 剱地村         | 剱地村                           | 昭和31年9月30日 門前町に編入 | 鳳珠郡 門前町              | 平成18年2月1日 輪島市 | 輪島市        |
| 大釜村         | 大釜村         | 大釜村                 | 仁岸村                     | 仁岸村                      | 明治41年4月1日 剱地村         | 剱地村                           | 昭和31年9月30日 門前町に編入 | 鳳珠郡 門前町              | 平成18年2月1日 輪島市 | 輪島市        |
| 上代村         | 上代村         | 上代村                 | 仁岸村                     | 仁岸村                      | 明治41年4月1日 剱地村         | 剱地村                           | 昭和31年9月30日 門前町に編入 | 鳳珠郡 門前町              | 平成18年2月1日 輪島市 | 輪島市        |
| 黒岩村         | 黒岩村         | 黒岩村                 | 仁岸村                     | 仁岸村                      | 明治41年4月1日 剱地村         | 剱地村                           | 昭和31年9月30日 門前町に編入 | 鳳珠郡 門前町              | 平成18年2月1日 輪島市 | 輪島市        |
| 入山村         | 入山村         | 入山村                 | 仁岸村                     | 仁岸村                      | 明治41年4月1日 剱地村         | 剱地村                           | 昭和31年9月30日 門前町に編入 | 鳳珠郡 門前町              | 平成18年2月1日 輪島市 | 輪島市        |
| 渡瀬村         | 渡瀬村         | 渡瀬村                 | 仁岸村                     | 仁岸村                      | 明治41年4月1日 剱地村         | 剱地村                           | 昭和31年9月30日 門前町に編入 | 鳳珠郡 門前町              | 平成18年2月1日 輪島市 | 輪島市        |
| 池田村         | 池田村         | 池田村                 | 阿岸村                     | 阿岸村                      | 明治41年4月1日 剱地村         | 剱地村                           | 昭和31年9月30日 門前町に編入 | 鳳珠郡 門前町              | 平成18年2月1日 輪島市 | 輪島市        |
| 藤浜村         | 藤浜村         | 藤浜村                 | 阿岸村                     | 阿岸村                      | 明治41年4月1日 剱地村         | 剱地村                           | 昭和31年9月30日 門前町に編入 | 鳳珠郡 門前町              | 平成18年2月1日 輪島市 | 輪島市        |
| 白禿村         | 白禿村         | 白禿村                 | 阿岸村                     | 阿岸村                      | 明治41年4月1日 剱地村         | 剱地村                           | 昭和31年9月30日 門前町に編入 | 鳳珠郡 門前町              | 平成18年2月1日 輪島市 | 輪島市        |
| 大切村         | 大切村         | 大切村                 | 阿岸村                     | 阿岸村                      | 明治41年4月1日 剱地村         | 剱地村                           | 昭和31年9月30日 門前町に編入 | 鳳珠郡 門前町              | 平成18年2月1日 輪島市 | 輪島市        |
| 二又村         | 二又村         | 二又村                 | 阿岸村                     | 阿岸村                      | 明治41年4月1日 剱地村         | 剱地村                           | 昭和31年9月30日 門前町に編入 | 鳳珠郡 門前町              | 平成18年2月1日 輪島市 | 輪島市        |
| 小山村         | 小山村         | 小山村                 | 阿岸村                     | 阿岸村                      | 明治41年4月1日 剱地村         | 剱地村                           | 昭和31年9月30日 門前町に編入 | 鳳珠郡 門前町              | 平成18年2月1日 輪島市 | 輪島市        |
| 椎木村         | 椎木村         | 椎木村                 | 阿岸村                     | 阿岸村                      | 明治41年4月1日 剱地村         | 剱地村                           | 昭和31年9月30日 門前町に編入 | 鳳珠郡 門前町              | 平成18年2月1日 輪島市 | 輪島市        |
| 中田村         | 中田村         | 中田村                 | 阿岸村                     | 阿岸村                      | 明治41年4月1日 剱地村         | 剱地村                           | 昭和31年9月30日 門前町に編入 | 鳳珠郡 門前町              | 平成18年2月1日 輪島市 | 輪島市        |
| 江崎村         | 江崎村         | 江崎村                 | 阿岸村                     | 阿岸村                      | 明治41年4月1日 剱地村         | 剱地村                           | 昭和31年9月30日 門前町に編入 | 鳳珠郡 門前町              | 平成18年2月1日 輪島市 | 輪島市        |
| 南村           | 南村           | 南村                   | 阿岸村                     | 阿岸村                      | 明治41年4月1日 剱地村         | 剱地村                           | 昭和31年9月30日 門前町に編入 | 鳳珠郡 門前町              | 平成18年2月1日 輪島市 | 輪島市        |
| 千代村         | 千代村         | 千代村                 | 阿岸村                     | 阿岸村                      | 明治41年4月1日 剱地村         | 剱地村                           | 昭和31年9月30日 門前町に編入 | 鳳珠郡 門前町              | 平成18年2月1日 輪島市 | 輪島市        |
| 是清村         | 是清村         | 是清村                 | 阿岸村                     | 阿岸村                      | 明治41年4月1日 剱地村         | 剱地村                           | 昭和31年9月30日 門前町に編入 | 鳳珠郡 門前町              | 平成18年2月1日 輪島市 | 輪島市        |
| 山是清村       | 山是清村       | 山是清村               | 阿岸村                     | 阿岸村                      | 明治41年4月1日 剱地村         | 剱地村                           | 昭和31年9月30日 門前町に編入 | 鳳珠郡 門前町              | 平成18年2月1日 輪島市 | 輪島市        |
| 北川村         | 北川村         | 北川村                 | 阿岸村                     | 阿岸村                      | 明治41年4月1日 剱地村         | 剱地村                           | 昭和31年9月30日 門前町に編入 | 鳳珠郡 門前町              | 平成18年2月1日 輪島市 | 輪島市        |
| 新町分村       | 新町分村       | 新町分村               | 阿岸村                     | 阿岸村                      | 明治41年4月1日 剱地村         | 剱地村                           | 昭和31年9月30日 門前町に編入 | 鳳珠郡 門前町              | 平成18年2月1日 輪島市 | 輪島市        |
| 鍛冶屋村       | 鍛冶屋村       | 鍛冶屋村               | 阿岸村                     | 阿岸村                      | 明治41年4月1日 剱地村         | 剱地村                           | 昭和31年9月30日 門前町に編入 | 鳳珠郡 門前町              | 平成18年2月1日 輪島市 | 輪島市        |
| 川島村         | 川島村         | 川島村                 | 穴水村                     | 明治36年8月10日 町制 穴水町 | 明治41年4月1日 穴水町         | 穴水町                           | 昭和29年3月31日 穴水町       | 鳳珠郡 穴水町              | 鳳珠郡穴水町          | 鳳珠郡 穴水町 |
| 大町村         | 大町村         | 大町村                 | 穴水村                     | 明治36年8月10日 町制 穴水町 | 明治41年4月1日 穴水町         | 穴水町                           | 昭和29年3月31日 穴水町       | 鳳珠郡 穴水町              | 鳳珠郡穴水町          | 鳳珠郡 穴水町 |
| 七海村         | 七海村         | 七海村                 | 穴水村                     | 明治36年8月10日 町制 穴水町 | 明治41年4月1日 穴水町         | 穴水町                           | 昭和29年3月31日 穴水町       | 鳳珠郡 穴水町              | 鳳珠郡穴水町          | 鳳珠郡 穴水町 |
| 七海村         | 七海村         | 明治11年 改称 北七海村 | 穴水村                     | 明治36年8月10日 町制 穴水町 | 明治41年4月1日 穴水町         | 穴水町                           | 昭和29年3月31日 穴水町       | 鳳珠郡 穴水町              | 鳳珠郡穴水町          | 鳳珠郡 穴水町 |
| 内浦村         | 内浦村         | 内浦村                 | 穴水村                     | 明治36年8月10日 町制 穴水町 | 明治41年4月1日 穴水町         | 穴水町                           | 昭和29年3月31日 穴水町       | 鳳珠郡 穴水町              | 鳳珠郡穴水町          | 鳳珠郡 穴水町 |
| 平野村         | 平野村         | 平野村                 | 穴水村                     | 明治36年8月10日 町制 穴水町 | 明治41年4月1日 穴水町         | 穴水町                           | 昭和29年3月31日 穴水町       | 鳳珠郡 穴水町              | 鳳珠郡穴水町          | 鳳珠郡 穴水町 |
| 此木村         | 此木村         | 此木村                 | 穴水村                     | 明治36年8月10日 町制 穴水町 | 明治41年4月1日 穴水町         | 穴水町                           | 昭和29年3月31日 穴水町       | 鳳珠郡 穴水町              | 鳳珠郡穴水町          | 鳳珠郡 穴水町 |
| 天神谷村       | 天神谷村       | 天神谷村               | 穴水村                     | 明治36年8月10日 町制 穴水町 | 明治41年4月1日 穴水町         | 穴水町                           | 昭和29年3月31日 穴水町       | 鳳珠郡 穴水町              | 鳳珠郡穴水町          | 鳳珠郡 穴水町 |
| 麦ヶ浦村       | 麦ヶ浦村       | 麦ヶ浦村               | 穴水村                     | 明治36年8月10日 町制 穴水町 | 明治41年4月1日 穴水町         | 穴水町                           | 昭和29年3月31日 穴水町       | 鳳珠郡 穴水町              | 鳳珠郡穴水町          | 鳳珠郡 穴水町 |
| 汁谷村         | 汁谷村         | 汁谷村                 | 東保村                     | 東保村                      | 明治41年4月1日 穴水町         | 穴水町                           | 昭和29年3月31日 穴水町       | 鳳珠郡 穴水町              | 鳳珠郡穴水町          | 鳳珠郡 穴水町 |
| 上唐川村       | 上唐川村       | 上唐川村               | 東保村                     | 東保村                      | 明治41年4月1日 穴水町         | 穴水町                           | 昭和29年3月31日 穴水町       | 鳳珠郡 穴水町              | 鳳珠郡穴水町          | 鳳珠郡 穴水町 |
| 下唐川村       | 下唐川村       | 下唐川村               | 東保村                     | 東保村                      | 明治41年4月1日 穴水町         | 穴水町                           | 昭和29年3月31日 穴水町       | 鳳珠郡 穴水町              | 鳳珠郡穴水町          | 鳳珠郡 穴水町 |
| 挾石村         | 挾石村         | 挾石村                 | 東保村                     | 東保村                      | 明治41年4月1日 穴水町         | 穴水町                           | 昭和29年3月31日 穴水町       | 鳳珠郡 穴水町              | 鳳珠郡穴水町          | 鳳珠郡 穴水町 |
| 小又村         | 小又村         | 小又村                 | 東保村                     | 東保村                      | 明治41年4月1日 穴水町         | 穴水町                           | 昭和29年3月31日 穴水町       | 鳳珠郡 穴水町              | 鳳珠郡穴水町          | 鳳珠郡 穴水町 |
| 地蔵坊村       | 地蔵坊村       | 地蔵坊村               | 東保村                     | 東保村                      | 明治41年4月1日 穴水町         | 穴水町                           | 昭和29年3月31日 穴水町       | 鳳珠郡 穴水町              | 鳳珠郡穴水町          | 鳳珠郡 穴水町 |
| 上野村         | 上野村         | 上野村                 | 東保村                     | 東保村                      | 明治41年4月1日 穴水町         | 穴水町                           | 昭和29年3月31日 穴水町       | 鳳珠郡 穴水町              | 鳳珠郡穴水町          | 鳳珠郡 穴水町 |
| 河内村         | 河内村         | 河内村                 | 東保村                     | 東保村                      | 明治41年4月1日 穴水町         | 穴水町                           | 昭和29年3月31日 穴水町       | 鳳珠郡 穴水町              | 鳳珠郡穴水町          | 鳳珠郡 穴水町 |
| 越渡村         | 越渡村         | 越渡村                 | 東保村                     | 東保村                      | 明治41年4月1日 穴水町         | 穴水町                           | 昭和29年3月31日 穴水町       | 鳳珠郡 穴水町              | 鳳珠郡穴水町          | 鳳珠郡 穴水町 |
| 大角間村       | 大角間村       | 大角間村               | 東保村                     | 東保村                      | 明治41年4月1日 穴水町         | 穴水町                           | 昭和29年3月31日 穴水町       | 鳳珠郡 穴水町              | 鳳珠郡穴水町          | 鳳珠郡 穴水町 |
| 上中村         | 上中村         | 上中村                 | 東保村                     | 東保村                      | 明治41年4月1日 穴水町         | 穴水町                           | 昭和29年3月31日 穴水町       | 鳳珠郡 穴水町              | 鳳珠郡穴水町          | 鳳珠郡 穴水町 |
| 桂谷村         | 桂谷村         | 桂谷村                 | 東保村                     | 東保村                      | 明治41年4月1日 穴水町         | 穴水町                           | 昭和29年3月31日 穴水町       | 鳳珠郡 穴水町              | 鳳珠郡穴水町          | 鳳珠郡 穴水町 |
| 宇留地村       | 宇留地村       | 宇留地村               | 東保村                     | 東保村                      | 明治41年4月1日 穴水町         | 穴水町                           | 昭和29年3月31日 穴水町       | 鳳珠郡 穴水町              | 鳳珠郡穴水町          | 鳳珠郡 穴水町 |
| 鹿路村         | 鹿路村         | 鹿路村                 | 東保村                     | 東保村                      | 明治41年4月1日 穴水町         | 穴水町                           | 昭和29年3月31日 穴水町       | 鳳珠郡 穴水町              | 鳳珠郡穴水町          | 鳳珠郡 穴水町 |
| 鵜島村         | 鵜島村         | 鵜島村                 | 島崎村                     | 島崎村                      | 明治41年4月1日 穴水町         | 穴水町                           | 昭和29年3月31日 穴水町       | 鳳珠郡 穴水町              | 鳳珠郡穴水町          | 鳳珠郡 穴水町 |
| 乙ヶ崎村       | 乙ヶ崎村       | 乙ヶ崎村               | 島崎村                     | 島崎村                      | 明治41年4月1日 穴水町         | 穴水町                           | 昭和29年3月31日 穴水町       | 鳳珠郡 穴水町              | 鳳珠郡穴水町          | 鳳珠郡 穴水町 |
| 新崎村         | 新崎村         | 新崎村                 | 島崎村                     | 島崎村                      | 明治41年4月1日 穴水町         | 穴水町                           | 昭和29年3月31日 穴水町       | 鳳珠郡 穴水町              | 鳳珠郡穴水町          | 鳳珠郡 穴水町 |
| 志ヶ浦村       | 志ヶ浦村       | 志ヶ浦村               | 島崎村                     | 島崎村                      | 明治41年4月1日 穴水町         | 穴水町                           | 昭和29年3月31日 穴水町       | 鳳珠郡 穴水町              | 鳳珠郡穴水町          | 鳳珠郡 穴水町 |
| 根木村         | 根木村         | 根木村                 | 島崎村                     | 島崎村                      | 明治41年4月1日 穴水町         | 穴水町                           | 昭和29年3月31日 穴水町       | 鳳珠郡 穴水町              | 鳳珠郡穴水町          | 鳳珠郡 穴水町 |
| 鹿島村         | 鹿島村         | 鹿島村                 | 島崎村                     | 島崎村                      | 明治41年4月1日 穴水町         | 穴水町                           | 昭和29年3月31日 穴水町       | 鳳珠郡 穴水町              | 鳳珠郡穴水町          | 鳳珠郡 穴水町 |
| 曽福村         | 曽福村         | 曽福村                 | 島崎村                     | 島崎村                      | 明治41年4月1日 穴水町         | 穴水町                           | 昭和29年3月31日 穴水町       | 鳳珠郡 穴水町              | 鳳珠郡穴水町          | 鳳珠郡 穴水町 |
| 甲村           | 甲村           | 甲村                   | 兜村                       | 兜村                        | 兜村                          | 兜村                             | 昭和29年3月31日 穴水町       | 鳳珠郡 穴水町              | 鳳珠郡穴水町          | 鳳珠郡 穴水町 |
| 曽良村         | 曽良村         | 曽良村                 | 兜村                       | 兜村                        | 兜村                          | 兜村                             | 昭和29年3月31日 穴水町       | 鳳珠郡 穴水町              | 鳳珠郡穴水町          | 鳳珠郡 穴水町 |
| 鹿波村         | 鹿波村         | 鹿波村                 | 兜村                       | 兜村                        | 兜村                          | 兜村                             | 昭和29年3月31日 穴水町       | 鳳珠郡 穴水町              | 鳳珠郡穴水町          | 鳳珠郡 穴水町 |
| 山中村         | 山中村         | 山中村                 | 兜村                       | 兜村                        | 兜村                          | 兜村                             | 昭和29年3月31日 穴水町       | 鳳珠郡 穴水町              | 鳳珠郡穴水町          | 鳳珠郡 穴水町 |
| 波志借村       | 波志借村       | 波志借村               | 南北村                     | 南北村                      | 南北村                        | 昭和8年7月1日 住吉村             | 昭和29年3月31日 穴水町       | 鳳珠郡 穴水町              | 鳳珠郡穴水町          | 鳳珠郡 穴水町 |
| 梶村           | 梶村           | 梶村                   | 南北村                     | 南北村                      | 南北村                        | 昭和8年7月1日 住吉村             | 昭和29年3月31日 穴水町       | 鳳珠郡 穴水町              | 鳳珠郡穴水町          | 鳳珠郡 穴水町 |
| 比良村         | 比良村         | 比良村                 | 南北村                     | 南北村                      | 南北村                        | 昭和8年7月1日 住吉村             | 昭和29年3月31日 穴水町       | 鳳珠郡 穴水町              | 鳳珠郡穴水町          | 鳳珠郡 穴水町 |
| 川尻村         | 川尻村         | 川尻村                 | 南北村                     | 南北村                      | 南北村                        | 昭和8年7月1日 住吉村             | 昭和29年3月31日 穴水町       | 鳳珠郡 穴水町              | 鳳珠郡穴水町          | 鳳珠郡 穴水町 |
| 岩車村         | 岩車村         | 岩車村                 | 南北村                     | 南北村                      | 南北村                        | 昭和8年7月1日 住吉村             | 昭和29年3月31日 穴水町       | 鳳珠郡 穴水町              | 鳳珠郡穴水町          | 鳳珠郡 穴水町 |
| 伊久留村       | 伊久留村       | 伊久留村               | 南北村                     | 南北村                      | 南北村                        | 昭和8年7月1日 住吉村             | 昭和29年3月31日 穴水町       | 鳳珠郡 穴水町              | 鳳珠郡穴水町          | 鳳珠郡 穴水町 |
| 菅谷村         | 菅谷村         | 菅谷村                 | 南北村                     | 南北村                      | 南北村                        | 昭和8年7月1日 住吉村             | 昭和29年3月31日 穴水町       | 鳳珠郡 穴水町              | 鳳珠郡穴水町          | 鳳珠郡 穴水町 |
| 樟谷村         | 樟谷村         | 樟谷村                 | 南北村                     | 南北村                      | 南北村                        | 昭和8年7月1日 住吉村             | 昭和29年3月31日 穴水町       | 鳳珠郡 穴水町              | 鳳珠郡穴水町          | 鳳珠郡 穴水町 |
| 木原村         | 木原村         | 木原村                 | 南北村                     | 南北村                      | 南北村                        | 昭和8年7月1日 住吉村             | 昭和29年3月31日 穴水町       | 鳳珠郡 穴水町              | 鳳珠郡穴水町          | 鳳珠郡 穴水町 |
| 藤巻村         | 藤巻村         | 藤巻村                 | 南北村                     | 南北村                      | 南北村                        | 昭和8年7月1日 住吉村             | 昭和29年3月31日 穴水町       | 鳳珠郡 穴水町              | 鳳珠郡穴水町          | 鳳珠郡 穴水町 |
| 曽山村         | 曽山村         | 曽山村                 | 南北村                     | 南北村                      | 南北村                        | 昭和8年7月1日 住吉村             | 昭和29年3月31日 穴水町       | 鳳珠郡 穴水町              | 鳳珠郡穴水町          | 鳳珠郡 穴水町 |
| 中谷村         | 中谷村         | 明治11年 改称 東中谷村 | 南北村                     | 南北村                      | 南北村                        | 昭和8年7月1日 住吉村             | 昭和29年3月31日 穴水町       | 鳳珠郡 穴水町              | 鳳珠郡穴水町          | 鳳珠郡 穴水町 |
| 中居村         | 中居村         | 中居村                 | 中居村                     | 中居村                      | 中居村                        | 昭和8年7月1日 住吉村             | 昭和29年3月31日 穴水町       | 鳳珠郡 穴水町              | 鳳珠郡穴水町          | 鳳珠郡 穴水町 |
| 中居南村       | 中居南村       | 中居南村               | 中居村                     | 中居村                      | 中居村                        | 昭和8年7月1日 住吉村             | 昭和29年3月31日 穴水町       | 鳳珠郡 穴水町              | 鳳珠郡穴水町          | 鳳珠郡 穴水町 |
| 太田川村       | 太田川村       | 明治7年 竹太村         | 諸橋村                     | 諸橋村                      | 諸橋村                        | 諸橋村                           | 昭和30年3月10日 穴水町に編入 | 鳳珠郡 穴水町              | 鳳珠郡穴水町          | 鳳珠郡 穴水町 |
| 竹原村         |                | 明治7年 竹太村         | 諸橋村                     | 諸橋村                      | 諸橋村                        | 諸橋村                           | 昭和30年3月10日 穴水町に編入 | 鳳珠郡 穴水町              | 鳳珠郡穴水町          | 鳳珠郡 穴水町 |
| 古君村         | 古君村         | 古君村                 | 諸橋村                     | 諸橋村                      | 諸橋村                        | 諸橋村                           | 昭和30年3月10日 穴水町に編入 | 鳳珠郡 穴水町              | 鳳珠郡穴水町          | 鳳珠郡 穴水町 |
| 明千寺村       | 明千寺村       | 明千寺村               | 諸橋村                     | 諸橋村                      | 諸橋村                        | 諸橋村                           | 昭和30年3月10日 穴水町に編入 | 鳳珠郡 穴水町              | 鳳珠郡穴水町          | 鳳珠郡 穴水町 |
| 宇加川村       | 宇加川村       | 宇加川村               | 諸橋村                     | 諸橋村                      | 諸橋村                        | 諸橋村                           | 昭和30年3月10日 穴水町に編入 | 鳳珠郡 穴水町              | 鳳珠郡穴水町          | 鳳珠郡 穴水町 |
| 前波村         | 前波村         | 前波村                 | 諸橋村                     | 諸橋村                      | 諸橋村                        | 諸橋村                           | 昭和30年3月10日 穴水町に編入 | 鳳珠郡 穴水町              | 鳳珠郡穴水町          | 鳳珠郡 穴水町 |
| 沖波村         | 沖波村         | 沖波村                 | 諸橋村                     | 諸橋村                      | 諸橋村                        | 諸橋村                           | 昭和30年3月10日 穴水町に編入 | 鳳珠郡 穴水町              | 鳳珠郡穴水町          | 鳳珠郡 穴水町 |
| 鵜川村         | 鵜川村         | 鵜川村                 | 鵜川村                     | 鵜川村                      | 明治41年4月1日 鵜川村         | 昭和14年11月3日 町制 鵜川町      | 昭和31年9月30日 能都町に編入 | 鳳珠郡 能登町 の一部       | 鳳珠郡能登町の一部    | 鳳珠郡 能登町 |
| 七海村         | 七海村         | 明治11年 改称 七見村   | 鵜川村                     | 鵜川村                      | 明治41年4月1日 鵜川村         | 昭和14年11月3日 町制 鵜川町      | 昭和31年9月30日 能都町に編入 | 鳳珠郡 能登町 の一部       | 鳳珠郡能登町の一部    | 鳳珠郡 能登町 |
| 小垣村         | 小垣村         | 小垣村                 | 鵜川村                     | 鵜川村                      | 明治41年4月1日 鵜川村         | 昭和14年11月3日 町制 鵜川町      | 昭和31年9月30日 能都町に編入 | 鳳珠郡 能登町 の一部       | 鳳珠郡能登町の一部    | 鳳珠郡 能登町 |
| 八之田村       | 八之田村       | 明治8年 瑞穂村         | 山田村                     | 山田村                      | 明治41年4月1日 鵜川村         | 昭和14年11月3日 町制 鵜川町      | 昭和31年9月30日 能都町に編入 | 鳳珠郡 能登町 の一部       | 鳳珠郡能登町の一部    | 鳳珠郡 能登町 |
| 西安寺村       |                | 明治8年 瑞穂村         | 山田村                     | 山田村                      | 明治41年4月1日 鵜川村         | 昭和14年11月3日 町制 鵜川町      | 昭和31年9月30日 能都町に編入 | 鳳珠郡 能登町 の一部       | 鳳珠郡能登町の一部    | 鳳珠郡 能登町 |
| 院内村         |                | 明治8年 瑞穂村         | 山田村                     | 山田村                      | 明治41年4月1日 鵜川村         | 昭和14年11月3日 町制 鵜川町      | 昭和31年9月30日 能都町に編入 | 鳳珠郡 能登町 の一部       | 鳳珠郡能登町の一部    | 鳳珠郡 能登町 |
| 谷屋村         | 谷屋村         | 明治8年 柿生村         | 山田村                     | 山田村                      | 明治41年4月1日 鵜川村         | 昭和14年11月3日 町制 鵜川町      | 昭和31年9月30日 能都町に編入 | 鳳珠郡 能登町 の一部       | 鳳珠郡能登町の一部    | 鳳珠郡 能登町 |
| 神道村         |                | 明治8年 柿生村         | 山田村                     | 山田村                      | 明治41年4月1日 鵜川村         | 昭和14年11月3日 町制 鵜川町      | 昭和31年9月30日 能都町に編入 | 鳳珠郡 能登町 の一部       | 鳳珠郡能登町の一部    | 鳳珠郡 能登町 |
| 吉谷村         |                | 明治8年 柿生村         | 山田村                     | 山田村                      | 明治41年4月1日 鵜川村         | 昭和14年11月3日 町制 鵜川町      | 昭和31年9月30日 能都町に編入 | 鳳珠郡 能登町 の一部       | 鳳珠郡能登町の一部    | 鳳珠郡 能登町 |
| 木住村         | 木住村         | 明治8年 山田村         | 山田村                     | 山田村                      | 明治41年4月1日 鵜川村         | 昭和14年11月3日 町制 鵜川町      | 昭和31年9月30日 能都町に編入 | 鳳珠郡 能登町 の一部       | 鳳珠郡能登町の一部    | 鳳珠郡 能登町 |
| 山口村         |                | 明治8年 山田村         | 山田村                     | 山田村                      | 明治41年4月1日 鵜川村         | 昭和14年11月3日 町制 鵜川町      | 昭和31年9月30日 能都町に編入 | 鳳珠郡 能登町 の一部       | 鳳珠郡能登町の一部    | 鳳珠郡 能登町 |
| 三田村         |                | 明治8年 山田村         | 山田村                     | 山田村                      | 明治41年4月1日 鵜川村         | 昭和14年11月3日 町制 鵜川町      | 昭和31年9月30日 能都町に編入 | 鳳珠郡 能登町 の一部       | 鳳珠郡能登町の一部    | 鳳珠郡 能登町 |
| 番頭谷村       |                | 明治8年 山田村         | 山田村                     | 山田村                      | 明治41年4月1日 鵜川村         | 昭和14年11月3日 町制 鵜川町      | 昭和31年9月30日 能都町に編入 | 鳳珠郡 能登町 の一部       | 鳳珠郡能登町の一部    | 鳳珠郡 能登町 |
| 魚地村         | 魚地村         | 明治8年 宮地村         | 山田村                     | 山田村                      | 明治41年4月1日 鵜川村         | 昭和14年11月3日 町制 鵜川町      | 昭和31年9月30日 能都町に編入 | 鳳珠郡 能登町 の一部       | 鳳珠郡能登町の一部    | 鳳珠郡 能登町 |
| 宮谷村         |                | 明治8年 宮地村         | 山田村                     | 山田村                      | 明治41年4月1日 鵜川村         | 昭和14年11月3日 町制 鵜川町      | 昭和31年9月30日 能都町に編入 | 鳳珠郡 能登町 の一部       | 鳳珠郡能登町の一部    | 鳳珠郡 能登町 |
| 竜村           | 竜村           | 明治8年 鮭屋村         | 山田村                     | 山田村                      | 明治41年4月1日 鵜川村         | 昭和14年11月3日 町制 鵜川町      | 昭和31年9月30日 能都町に編入 | 鳳珠郡 能登町 の一部       | 鳳珠郡能登町の一部    | 鳳珠郡 能登町 |
| 坂尻村         |                | 明治8年 鮭屋村         | 山田村                     | 山田村                      | 明治41年4月1日 鵜川村         | 昭和14年11月3日 町制 鵜川町      | 昭和31年9月30日 能都町に編入 | 鳳珠郡 能登町 の一部       | 鳳珠郡能登町の一部    | 鳳珠郡 能登町 |
| 下代村         |                | 明治8年 鮭屋村         | 山田村                     | 山田村                      | 明治41年4月1日 鵜川村         | 昭和14年11月3日 町制 鵜川町      | 昭和31年9月30日 能都町に編入 | 鳳珠郡 能登町 の一部       | 鳳珠郡能登町の一部    | 鳳珠郡 能登町 |
| 柏木村         | 柏木村         | 柏木村                 | 山田村                     | 山田村                      | 明治41年4月1日 鵜川村         | 昭和14年11月3日 町制 鵜川町      | 昭和31年9月30日 能都町に編入 | 鳳珠郡 能登町 の一部       | 鳳珠郡能登町の一部    | 鳳珠郡 能登町 |
| 本江村         | 本江村         | 明治8年 本木村         | 山田村                     | 山田村                      | 明治41年4月1日 鵜川村         | 昭和14年11月3日 町制 鵜川町      | 昭和31年9月30日 能都町に編入 | 鳳珠郡 能登町 の一部       | 鳳珠郡能登町の一部    | 鳳珠郡 能登町 |
| 木戸村         |                | 明治8年 本木村         | 山田村                     | 山田村                      | 明治41年4月1日 鵜川村         | 昭和14年11月3日 町制 鵜川町      | 昭和31年9月30日 能都町に編入 | 鳳珠郡 能登町 の一部       | 鳳珠郡能登町の一部    | 鳳珠郡 能登町 |
| 武連村         | 武連村         | 武連村                 | 山田村                     | 山田村                      | 明治41年4月1日 鵜川村         | 昭和14年11月3日 町制 鵜川町      | 昭和31年9月30日 能都町に編入 | 鳳珠郡 能登町 の一部       | 鳳珠郡能登町の一部    | 鳳珠郡 能登町 |
| 太田原村       | 太田原村       | 太田原村               | 山田村                     | 山田村                      | 明治41年4月1日 鵜川村         | 昭和14年11月3日 町制 鵜川町      | 昭和31年9月30日 能都町に編入 | 鳳珠郡 能登町 の一部       | 鳳珠郡能登町の一部    | 鳳珠郡 能登町 |
| 俎倉村         | 俎倉村         | 俎倉村                 | 山田村                     | 山田村                      | 明治41年4月1日 鵜川村         | 昭和14年11月3日 町制 鵜川町      | 昭和31年9月30日 能都町に編入 | 鳳珠郡 能登町 の一部       | 鳳珠郡能登町の一部    | 鳳珠郡 能登町 |
| 宇出津村       | 宇出津村       | 宇出津村               | 宇出津町                   | 宇出津町                    | 宇出津町                      | 宇出津町                         | 昭和30年3月25日 能都町       | 鳳珠郡 能登町 の一部       | 鳳珠郡能登町の一部    | 鳳珠郡 能登町 |
| 宇出津新町     | 宇出津新町     | 宇出津新町             | 宇出津町                   | 宇出津町                    | 宇出津町                      | 宇出津町                         | 昭和30年3月25日 能都町       | 鳳珠郡 能登町 の一部       | 鳳珠郡能登町の一部    | 鳳珠郡 能登町 |
| 宇出津山分村   | 宇出津山分村   | 宇出津山分村           | 宇出津町                   | 宇出津町                    | 宇出津町                      | 宇出津町                         | 昭和30年3月25日 能都町       | 鳳珠郡 能登町 の一部       | 鳳珠郡能登町の一部    | 鳳珠郡 能登町 |
| 藤波村         | 藤波村         | 藤波村                 | 三波村                     | 三波村                      | 三波村                        | 三波村                           | 昭和30年3月25日 能都町       | 鳳珠郡 能登町 の一部       | 鳳珠郡能登町の一部    | 鳳珠郡 能登町 |
| 波並村         | 波並村         | 波並村                 | 三波村                     | 三波村                      | 三波村                        | 三波村                           | 昭和30年3月25日 能都町       | 鳳珠郡 能登町 の一部       | 鳳珠郡能登町の一部    | 鳳珠郡 能登町 |
| 矢波村         | 矢波村         | 矢波村                 | 三波村                     | 三波村                      | 三波村                        | 三波村                           | 昭和30年3月25日 能都町       | 鳳珠郡 能登町 の一部       | 鳳珠郡能登町の一部    | 鳳珠郡 能登町 |
| 珠洲郡真脇村   | 珠洲郡真脇村   | 珠洲郡真脇村           | 珠洲郡 高倉村              | 珠洲郡高倉村                | 明治40年10月15日 珠洲郡小木村 | 大正10年1月1日 町制 小木町の一部 | 昭和30年3月25日 能都町       | 鳳珠郡 能登町 の一部       | 鳳珠郡能登町の一部    | 鳳珠郡 能登町 |
| 珠洲郡小浦村   | 珠洲郡小浦村   | 珠洲郡小浦村           | 珠洲郡 高倉村              | 珠洲郡高倉村                | 明治40年10月15日 珠洲郡小木村 | 大正10年1月1日 町制 小木町の一部 | 昭和30年3月25日 能都町       | 鳳珠郡 能登町 の一部       | 鳳珠郡能登町の一部    | 鳳珠郡 能登町 |
| 珠洲郡羽根村   | 珠洲郡羽根村   | 珠洲郡羽根村           | 珠洲郡 高倉村              | 珠洲郡高倉村                | 明治40年10月15日 珠洲郡小木村 | 大正10年1月1日 町制 小木町の一部 | 昭和30年3月25日 能都町       | 鳳珠郡 能登町 の一部       | 鳳珠郡能登町の一部    | 鳳珠郡 能登町 |
| 珠洲郡大沢村   | 珠洲郡大沢村   | 珠洲郡大沢村           | 珠洲郡 高倉村              | 珠洲郡高倉村                | 明治40年10月15日 珠洲郡小木村 | 大正10年1月1日 町制 小木町の一部 | 昭和30年3月25日 能都町       | 鳳珠郡 能登町 の一部       | 鳳珠郡能登町の一部    | 鳳珠郡 能登町 |
| 藤之瀬村       | 藤之瀬村       | 藤之瀬村               | 神野村                     | 神野村                      | 神野村                        | 神野村                           | 昭和30年3月25日 能都町       | 鳳珠郡 能登町 の一部       | 鳳珠郡能登町の一部    | 鳳珠郡 能登町 |
| 宇加塚村       | 宇加塚村       | 宇加塚村               | 神野村                     | 神野村                      | 神野村                        | 神野村                           | 昭和30年3月25日 能都町       | 鳳珠郡 能登町 の一部       | 鳳珠郡能登町の一部    | 鳳珠郡 能登町 |
| 曽又村         | 曽又村         | 曽又村                 | 神野村                     | 神野村                      | 神野村                        | 神野村                           | 昭和30年3月25日 能都町       | 鳳珠郡 能登町 の一部       | 鳳珠郡能登町の一部    | 鳳珠郡 能登町 |
| 鶴町村         | 鶴町村         | 鶴町村                 | 神野村                     | 神野村                      | 神野村                        | 神野村                           | 昭和30年3月25日 能都町       | 鳳珠郡 能登町 の一部       | 鳳珠郡能登町の一部    | 鳳珠郡 能登町 |
| 神和住村       | 神和住村       | 神和住村               | 神野村                     | 神野村                      | 神野村                        | 神野村                           | 昭和30年3月25日 柳田村に編入 | 鳳珠郡 能登町 の一部       | 鳳珠郡能登町の一部    | 鳳珠郡 能登町 |
| 中斎村         | 中斎村         | 中斎村                 | 神野村                     | 神野村                      | 神野村                        | 神野村                           | 昭和30年3月25日 柳田村に編入 | 鳳珠郡 能登町 の一部       | 鳳珠郡能登町の一部    | 鳳珠郡 能登町 |
| 鴨川村         | 鴨川村         | 鴨川村                 | 柳田村                     | 柳田村                      | 明治41年4月1日 柳田村         | 柳田村                           | 柳田村                       | 鳳珠郡 能登町 の一部       | 鳳珠郡能登町の一部    | 鳳珠郡 能登町 |
| 国光村         | 国光村         | 国光村                 | 柳田村                     | 柳田村                      | 明治41年4月1日 柳田村         | 柳田村                           | 柳田村                       | 鳳珠郡 能登町 の一部       | 鳳珠郡能登町の一部    | 鳳珠郡 能登町 |
| 石井村         | 石井村         | 石井村                 | 柳田村                     | 柳田村                      | 明治41年4月1日 柳田村         | 柳田村                           | 柳田村                       | 鳳珠郡 能登町 の一部       | 鳳珠郡能登町の一部    | 鳳珠郡 能登町 |
| 柳田村         | 柳田村         | 柳田村                 | 柳田村                     | 柳田村                      | 明治41年4月1日 柳田村         | 柳田村                           | 柳田村                       | 鳳珠郡 能登町 の一部       | 鳳珠郡能登町の一部    | 鳳珠郡 能登町 |
| 桐畑村         | 桐畑村         | 桐畑村                 | 柳田村                     | 柳田村                      | 明治41年4月1日 柳田村         | 柳田村                           | 柳田村                       | 鳳珠郡 能登町 の一部       | 鳳珠郡能登町の一部    | 鳳珠郡 能登町 |
| 笹川村         | 笹川村         | 笹川村                 | 柳田村                     | 柳田村                      | 明治41年4月1日 柳田村         | 柳田村                           | 柳田村                       | 鳳珠郡 能登町 の一部       | 鳳珠郡能登町の一部    | 鳳珠郡 能登町 |
| 長尾村         | 長尾村         | 長尾村                 | 柳田村                     | 柳田村                      | 明治41年4月1日 柳田村         | 柳田村                           | 柳田村                       | 鳳珠郡 能登町 の一部       | 鳳珠郡能登町の一部    | 鳳珠郡 能登町 |
| 鈴ヶ嶺村       | 鈴ヶ嶺村       | 鈴ヶ嶺村               | 柳田村                     | 柳田村                      | 明治41年4月1日 柳田村         | 柳田村                           | 柳田村                       | 鳳珠郡 能登町 の一部       | 鳳珠郡能登町の一部    | 鳳珠郡 能登町 |
| 小間生村       | 小間生村       | 小間生村               | 柳田村                     | 柳田村                      | 明治41年4月1日 柳田村         | 柳田村                           | 柳田村                       | 鳳珠郡 能登町 の一部       | 鳳珠郡能登町の一部    | 鳳珠郡 能登町 |
| 久田村         | 久田村         | 久田村                 | 上町村                     | 上町村                      | 明治41年4月1日 柳田村         | 柳田村                           | 柳田村                       | 鳳珠郡 能登町 の一部       | 鳳珠郡能登町の一部    | 鳳珠郡 能登町 |
| 合鹿村         | 合鹿村         | 合鹿村                 | 上町村                     | 上町村                      | 明治41年4月1日 柳田村         | 柳田村                           | 柳田村                       | 鳳珠郡 能登町 の一部       | 鳳珠郡能登町の一部    | 鳳珠郡 能登町 |
| 久亀屋村       | 久亀屋村       | 明治8年 上町村         | 上町村                     | 上町村                      | 明治41年4月1日 柳田村         | 柳田村                           | 柳田村                       | 鳳珠郡 能登町 の一部       | 鳳珠郡能登町の一部    | 鳳珠郡 能登町 |
| 本江村         |                | 明治8年 上町村         | 上町村                     | 上町村                      | 明治41年4月1日 柳田村         | 柳田村                           | 柳田村                       | 鳳珠郡 能登町 の一部       | 鳳珠郡能登町の一部    | 鳳珠郡 能登町 |
| 天坂村         | 天坂村         | 天坂村                 | 上町村                     | 上町村                      | 明治41年4月1日 柳田村         | 柳田村                           | 柳田村                       | 鳳珠郡 能登町 の一部       | 鳳珠郡能登町の一部    | 鳳珠郡 能登町 |
| 寺分村         | 寺分村         | 寺分村                 | 上町村                     | 上町村                      | 明治41年4月1日 柳田村         | 柳田村                           | 柳田村                       | 鳳珠郡 能登町 の一部       | 鳳珠郡能登町の一部    | 鳳珠郡 能登町 |
| 五郎左衛門分村 | 五郎左衛門分村 | 五郎左衛門分村         | 上町村                     | 上町村                      | 明治41年4月1日 柳田村         | 柳田村                           | 柳田村                       | 鳳珠郡 能登町 の一部       | 鳳珠郡能登町の一部    | 鳳珠郡 能登町 |
| 当目村         | 当目村         | 当目村                 | 岩井戸村                   | 岩井戸村                    | 明治41年4月1日 柳田村         | 柳田村                           | 柳田村                       | 鳳珠郡 能登町 の一部       | 鳳珠郡能登町の一部    | 鳳珠郡 能登町 |
| 大箱村         | 大箱村         | 大箱村                 | 岩井戸村                   | 岩井戸村                    | 明治41年4月1日 柳田村         | 柳田村                           | 柳田村                       | 鳳珠郡 能登町 の一部       | 鳳珠郡能登町の一部    | 鳳珠郡 能登町 |
| 黒川村         | 黒川村         | 黒川村                 | 岩井戸村                   | 岩井戸村                    | 明治41年4月1日 柳田村         | 柳田村                           | 柳田村                       | 鳳珠郡 能登町 の一部       | 鳳珠郡能登町の一部    | 鳳珠郡 能登町 |
| 五十里村       | 五十里村       | 五十里村               | 岩井戸村                   | 岩井戸村                    | 明治41年4月1日 柳田村         | 柳田村                           | 柳田村                       | 鳳珠郡 能登町 の一部       | 鳳珠郡能登町の一部    | 鳳珠郡 能登町 |
| 十郎原村       | 十郎原村       | 十郎原村               | 岩井戸村                   | 岩井戸村                    | 明治41年4月1日 柳田村         | 柳田村                           | 柳田村                       | 鳳珠郡 能登町 の一部       | 鳳珠郡能登町の一部    | 鳳珠郡 能登町 |
| 河内村         | 河内村         | 明治11年 改称 北河内村 | 岩井戸村                   | 岩井戸村                    | 明治41年4月1日 柳田村         | 柳田村                           | 柳田村                       | 鳳珠郡 能登町 の一部       | 鳳珠郡能登町の一部    | 鳳珠郡 能登町 |

## 行政
| 代 | 氏名       | 就任                       | 退任                       | 前職                     | 後職                 | 備考       |
| -- | ---------- | -------------------------- | -------------------------- | ------------------------ | -------------------- | ---------- |
| 1  | 崎田政達   | 不詳                       | 不詳                       | 石川県第六大区長         | 不詳                 | 兼珠洲郡長 |
| 2  | 加藤鏆二   | 1879年（明治12年）11月27日 | 1881年（明治14年）5月30日  | 石川県六等属             | 鹿島郡長             | 兼珠洲郡長 |
|    | 国枝逸蠖   | 1881年（明治14年）6月3日   | 1881年（明治14年）10月8日  | 鳳至郡書記               | 解職                 | 郡長心得   |
| 3  | 勝木菊正   | 1881年（明治14年）10月8日  | 1883年（明治16年）9月22日  | 石川県六等属             | 依願免本官           | 兼珠洲郡長 |
| 4  | 国枝逸蠖   | 1883年（明治16年）9月22日  | 1884年（明治17年）1月17日  | 石川県七等属             | 珠洲郡長             | 兼珠洲郡長 |
| 5  | 岡田雄巣   | 1884年（明治17年）1月17日  | 1886年（明治19年）4月28日  |                          | 非職                 |            |
| 6  | 中村邦彦   | 1886年（明治19年）4月28日  | 1890年（明治23年）2月28日  | 石川県警部兼石川県五等属 | 福島県南会津郡長     |            |
| 7  | 内田衡     | 1890年（明治23年）2月28日  | 1892年（明治25年）3月7日   | 福井県丹生郡長           | 非職                 |            |
| 8  | 隅元禎三   | 1892年（明治25年）3月7日   | 1892年（明治25年）11月1日  | 石川郡長                 | 非職                 |            |
| 9  | 新井庸虎   | 1892年（明治25年）11月1日  | 1894年（明治27年）10月17日 | 予備役陸軍砲兵大尉       | 山梨県警部長         |            |
| 10 | 相馬朔郎   | 1894年（明治27年）10月17日 | 1896年（明治29年）10月2日  | 富山県射水郡長           | 非職                 |            |
| 11 | 稲垣義方   | 1896年（明治29年）10月2日  | 1898年（明治31年）1月19日  | 能美郡長                 | 非職                 |            |
| 12 | 山根松太   | 1898年（明治31年）1月21日  | 1903年（明治36年）3月31日  | 石川県警部               | 河北郡長             |            |
| 13 | 丹羽幹     | 1903年（明治36年）3月31日  | 1904年（明治37年）7月26日  | 江沼郡長                 | 鹿島郡長             |            |
| 14 | 栗山富栄   | 1904年（明治37年）7月26日  | 1907年（明治40年）4月6日   | 羽咋郡長                 | 依願免本官           |            |
| 15 | 植田信忠   | 1907年（明治40年）4月12日  | 1908年（明治41年）6月10日  | 珠洲郡長                 | 香川県香川郡長       |            |
| 16 | 岩本智雄   | 1908年（明治41年）6月10日  | 1909年（明治42年）8月16日  | 香川県香川郡長           | 死去                 |            |
| 17 | 吉田直矩   | 1909年（明治42年）8月16日  | 1911年（明治44年）5月19日  | 珠洲郡長                 | 江沼郡長             |            |
| 18 | 尾上賢次郎 | 1911年（明治44年）5月19日  | 1914年（大正3年）8月21日   | 石川県警視               | 江沼郡長             |            |
| 19 | 須佐広主   | 1914年（大正3年）8月21日   | 1917年（大正6年）6月26日   | 内務属                   | 依願免本官           |            |
| 20 | 高橋秀     | 1917年（大正6年）6月26日   | 1919年（大正8年）3月31日   | 珠洲郡長                 | 鹿島郡長             |            |
| 21 | 松本源祐   | 1919年（大正8年）3月31日   | 1920年（大正9年）3月25日   | 羽咋郡長                 | 能美郡長             |            |
| 22 | 秋山和吉   | 1920年（大正9年）3月25日   | 1922年（大正11年）5月9日   | 石川県属                 | 依願免本官           |            |
| 23 | 毎田周治郎 | 1922年（大正11年）5月9日   | 1923年（大正12年）8月23日  | 珠洲郡長                 | 休職                 |            |
| 24 | 北橋市五郎 | 1923年（大正12年）8月23日  | 1924年（大正13年）9月2日   | 石川県警視               | 鹿島郡長             |            |
| 25 | 小石喜代造 | 1924年（大正13年）9月2日   | 1926年（大正15年）7月1日   | 茨城県行方郡長           | 地方事務官珠洲支庁長 |            |